# Deidades iradas

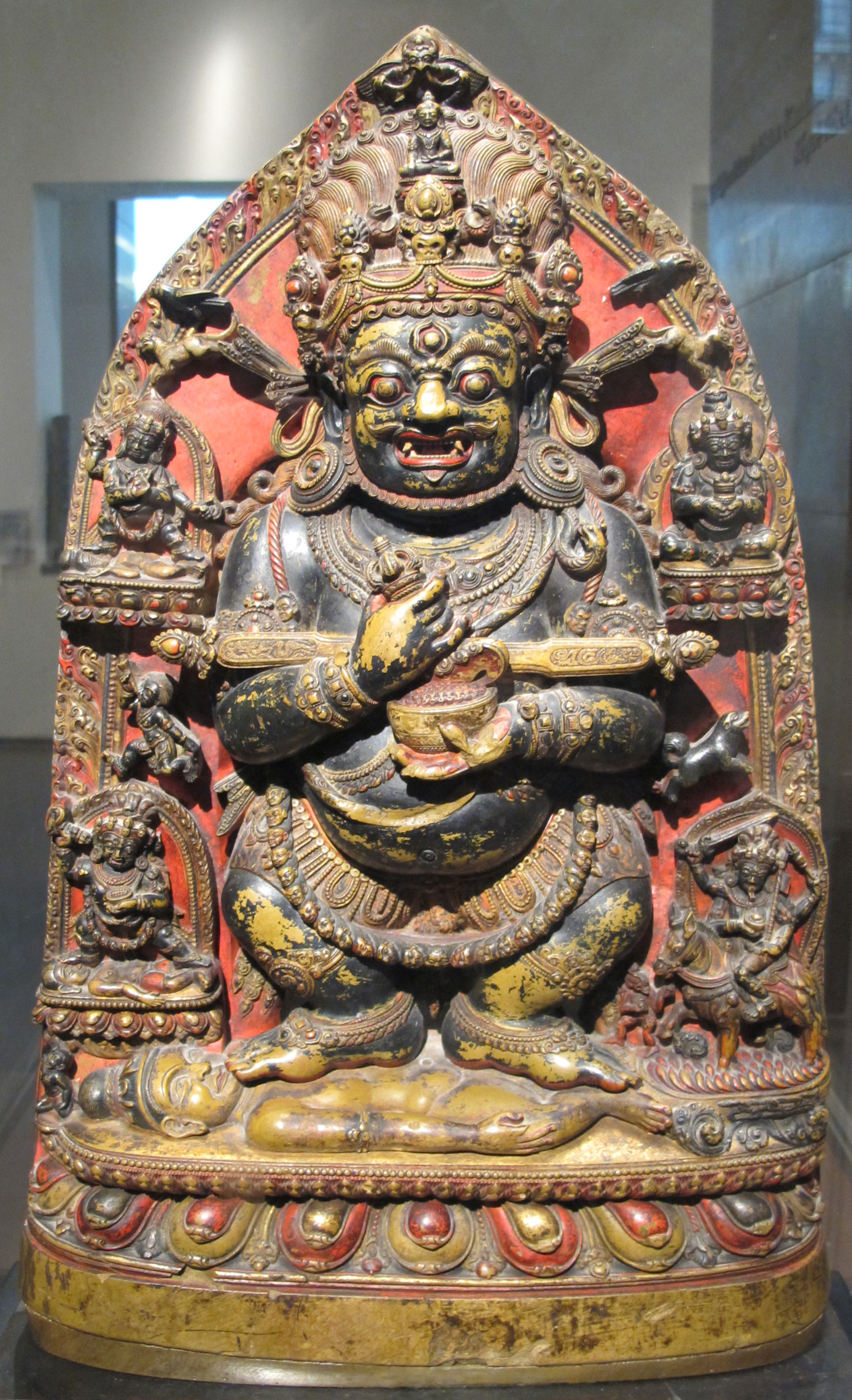
Estátua de Mahakala, segurando uma faca esfoladora (kartika) e uma taça de caveira (kapala)

No budismo, deidades iradas ou divindades iradas são as formas (ou "aspectos", "manifestações") ferozes, iradas ou enérgicas (tibetano: trowo, sânscrito: krodha) de budas iluminados, bodhisattvas ou devas (seres divinos). Por causa de seu poder de destruir os obstáculos à iluminação, eles também são chamados de krodha-vighnantaka, "ferozes destruidores de obstáculos". Deidades ferozes são uma característica notável da iconografia do budismo Maaiana e Vajrayana. Esses tipos de deidades apareceram pela primeira vez na Índia no final do século VI, com sua principal fonte sendo as imagens de Yaksha e se tornaram uma característica central do budismo tântrico indiano no final do século X ou início do século XI.

## Visão geral

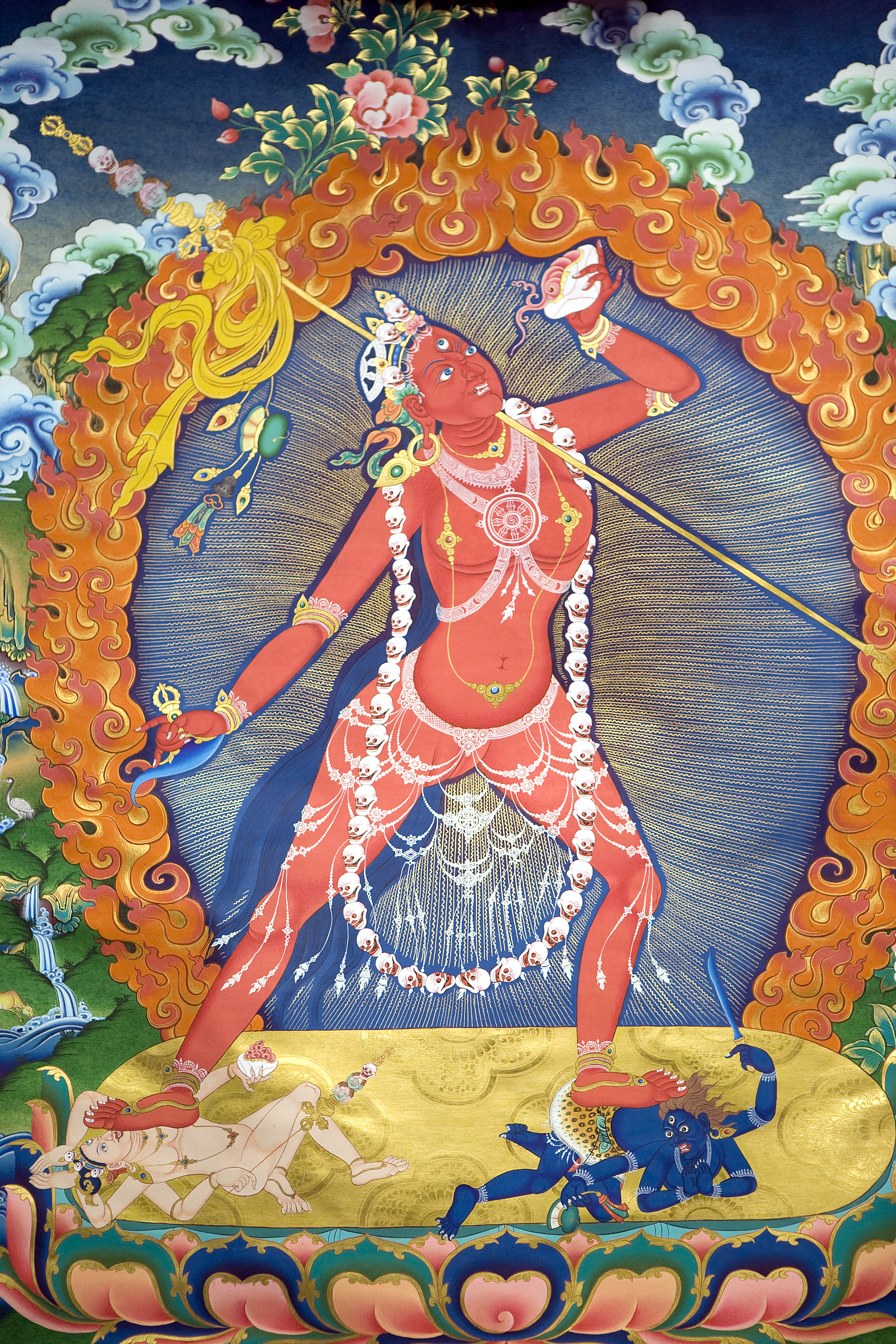
Vajrayogini, um dakini semi-irado que também é conhecido como sarvabuddhaḍākiṇī, o todo-Buda Dakini.

Nas tradições não tântricas do budismo mahayana, esses seres são deidades protetoras que destroem obstáculos aos budas e ao dharma, agem como guardiões contra os demônios e reúnem seres conscientes para ouvir os ensinamentos dos budas. No budismo tântrico, eles são considerados formas ferozes e aterrorizantes dos próprios Budas e Bodhisattvas. Os seres iluminados podem assumir essas formas para proteger e ajudar seres conscientes confusos. Eles também representam a energia e o poder necessários para transformar fatores mentais negativos em sabedoria e compaixão. Eles representam o poder e a compaixão da atividade iluminada, que utiliza múltiplos meios hábeis (upaya) para guiar os seres sencientes, bem como o elemento transformador do tantra, que usa emoções negativas como parte do caminho. Segundo Chogyam Trungpa, "os yidams furiosos trabalham mais direta e vigorosamente com paixão, agressão e ilusão - conquistando e pisoteando-os no local".
Na arte budista tântrica, deidades iradas são apresentadas como seres aterrorizantes, de aparência demoníaca, adornados com crânios humanos e outros ornamentos associados ao terreno de ossuário, além de serem frequentemente retratados com atributos sexualmente sugestivos. De acordo com Rob Linrothe, a imagem sensual e feroz representa "o veneno como seu próprio antídoto, obstáculos atrelados como a força libertadora" e observa que são "metáforas dos processos iogues internos para obter a iluminação".

## Divindades tântricas

### Yidams
No Vajrayana indo-tibetano, os Yidams são formas divinas de Budas e Bodhisattvas. O praticante tântrico é iniciado na mandala de uma determinada deidade escolhida (sânscrito: Iṣṭa-devatā) e pratica sadhanas (meditações) complexas sobre a deidade com o objetivo de transformação pessoal. Esta prática do ioga da deidade é central para as formas tântricas do budismo, como o budismo tibetano. Yidams podem ser pacíficos, ferozes e "semi-ferozes" (tendo aspectos ferozes e pacíficos). Divindades ferozes podem ser divididas em categorias masculina e feminina. Os Herukas (Tb. Khrag 'thung, lit. 'bebedor de sangue') são seres masculinos iluminados que adotam formas violentas de expressar seu desligamento do mundo da ignorância, como Yamantaka, Cakrasamvara, Mahakala, ou Vajrakilaya. Dakinis (Tb. Khandroma, "seguidor-do-céu") são suas contrapartes femininas, algumas vezes retratadas com heruka e outras como divindades independentes. As dakinis iradas mais comuns são Vajrayogini e Vajravārāhī. 

#### Galeria

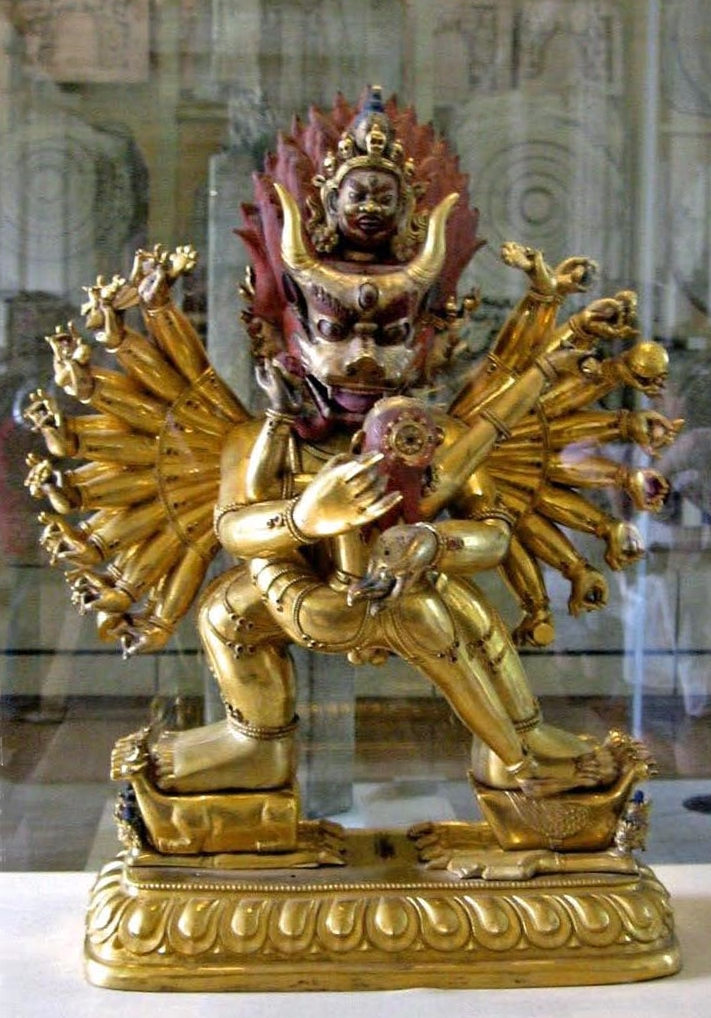
Yamantaka, também conhecido como Vajrabhairava.
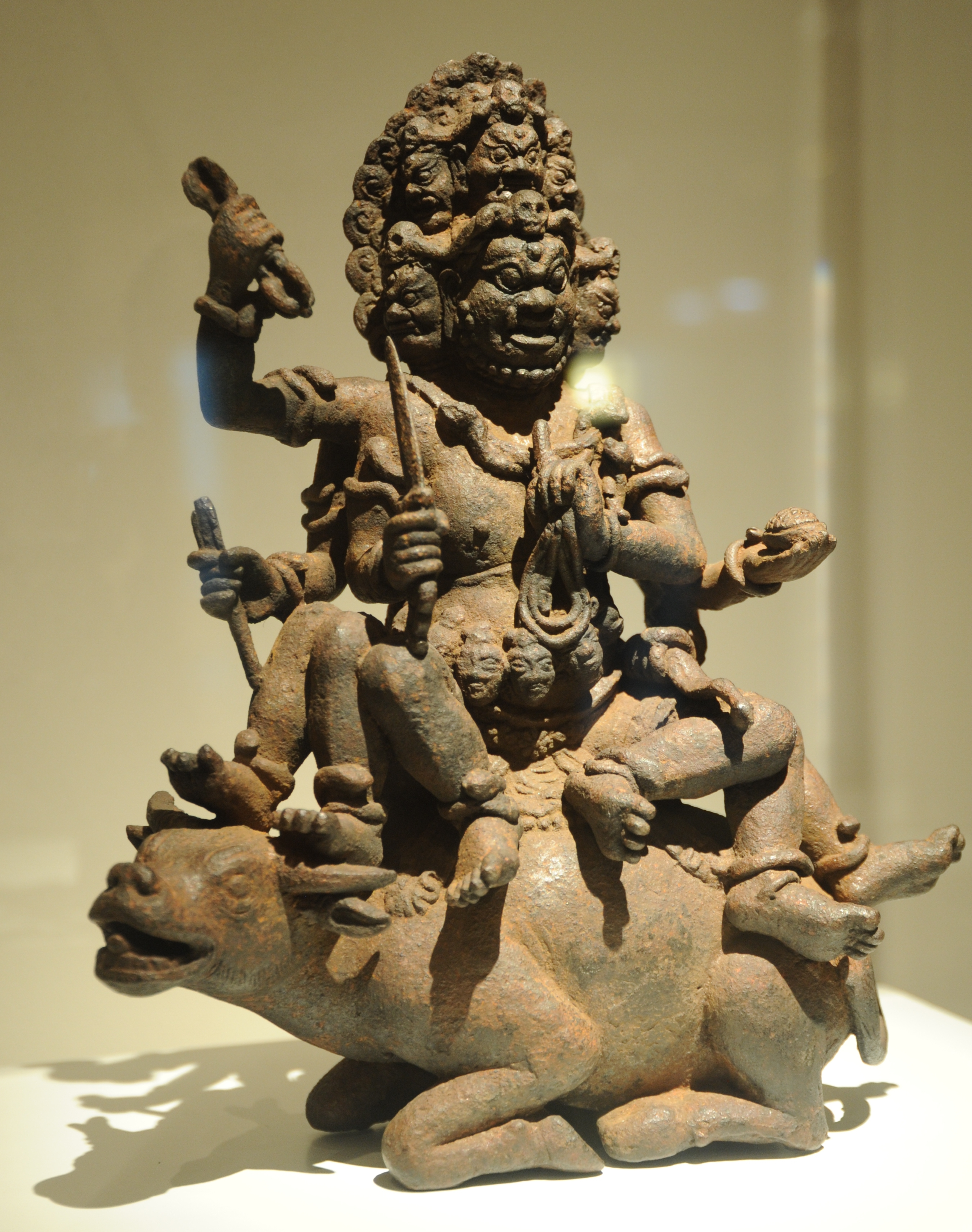
Estátua de Yamantaka
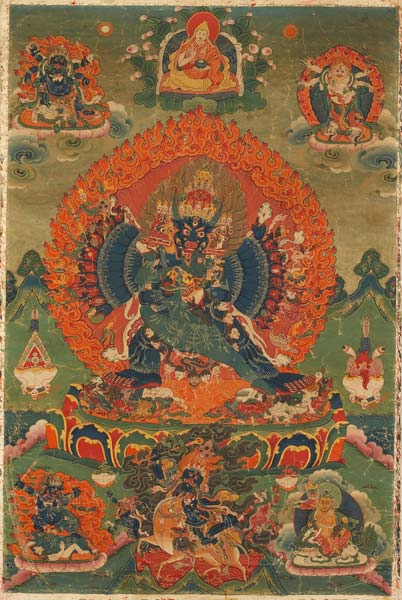
Thangka de Yamantaka
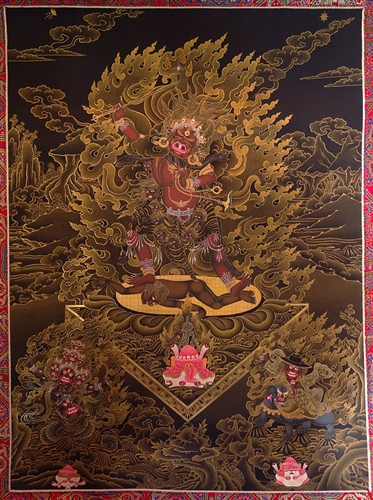
Ekajati, também conhecido como Tara Azul ou Ugra Tara.
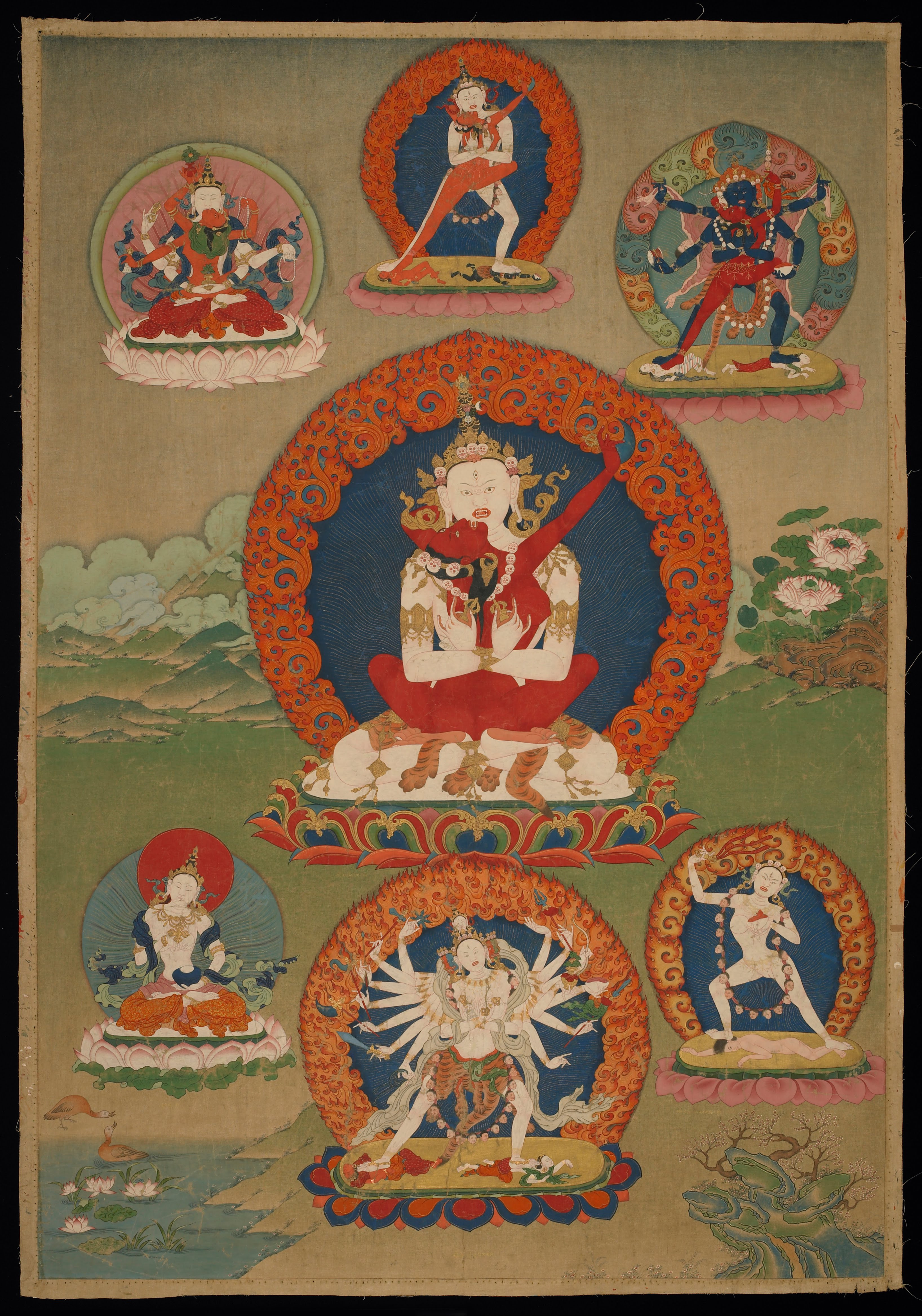
Chakrasamvara, uma divindade semi-irada, retratada em yab-yum com consorte
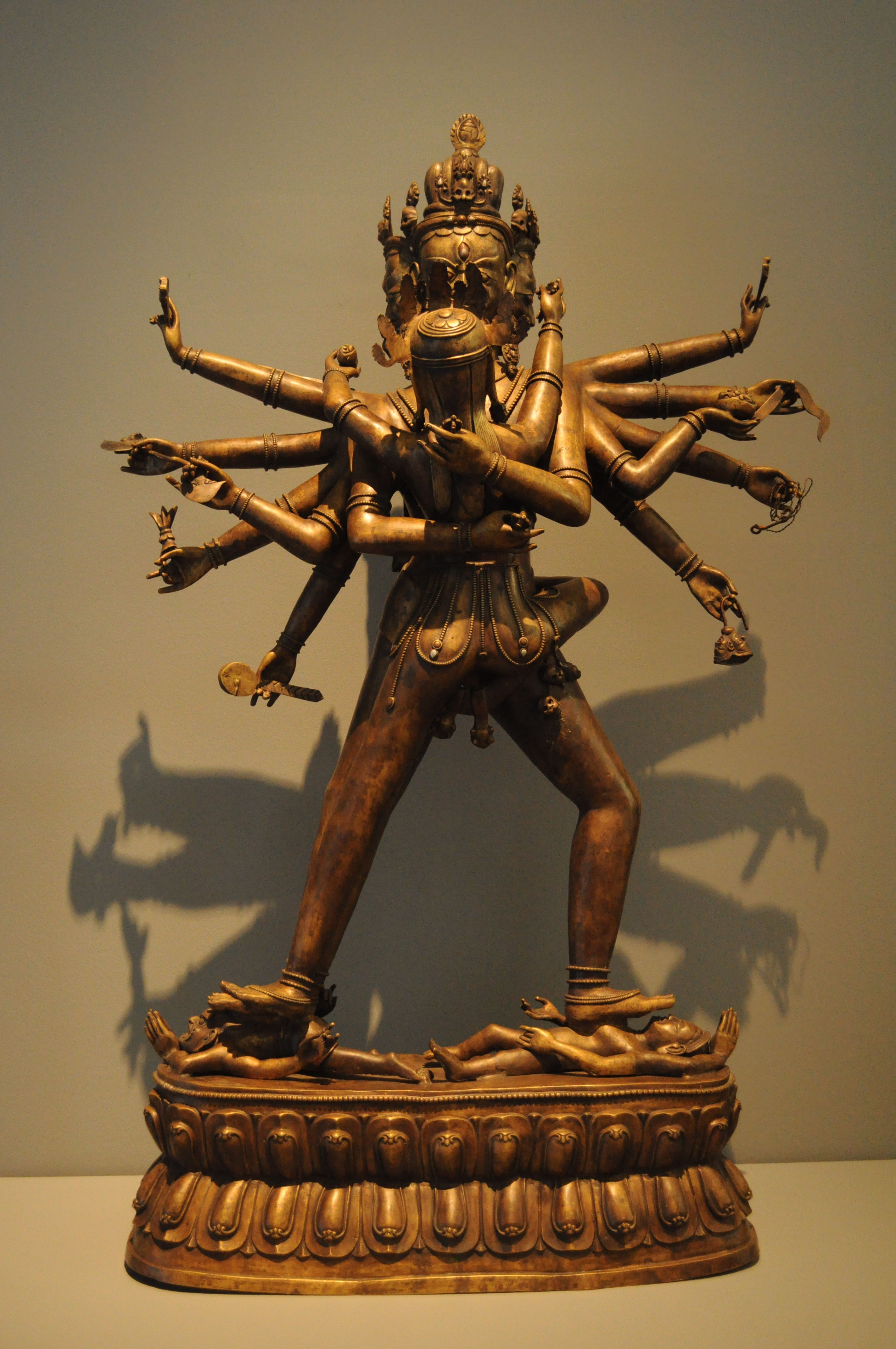
Estátua tibetana Chakrasamvara e consorte em pé
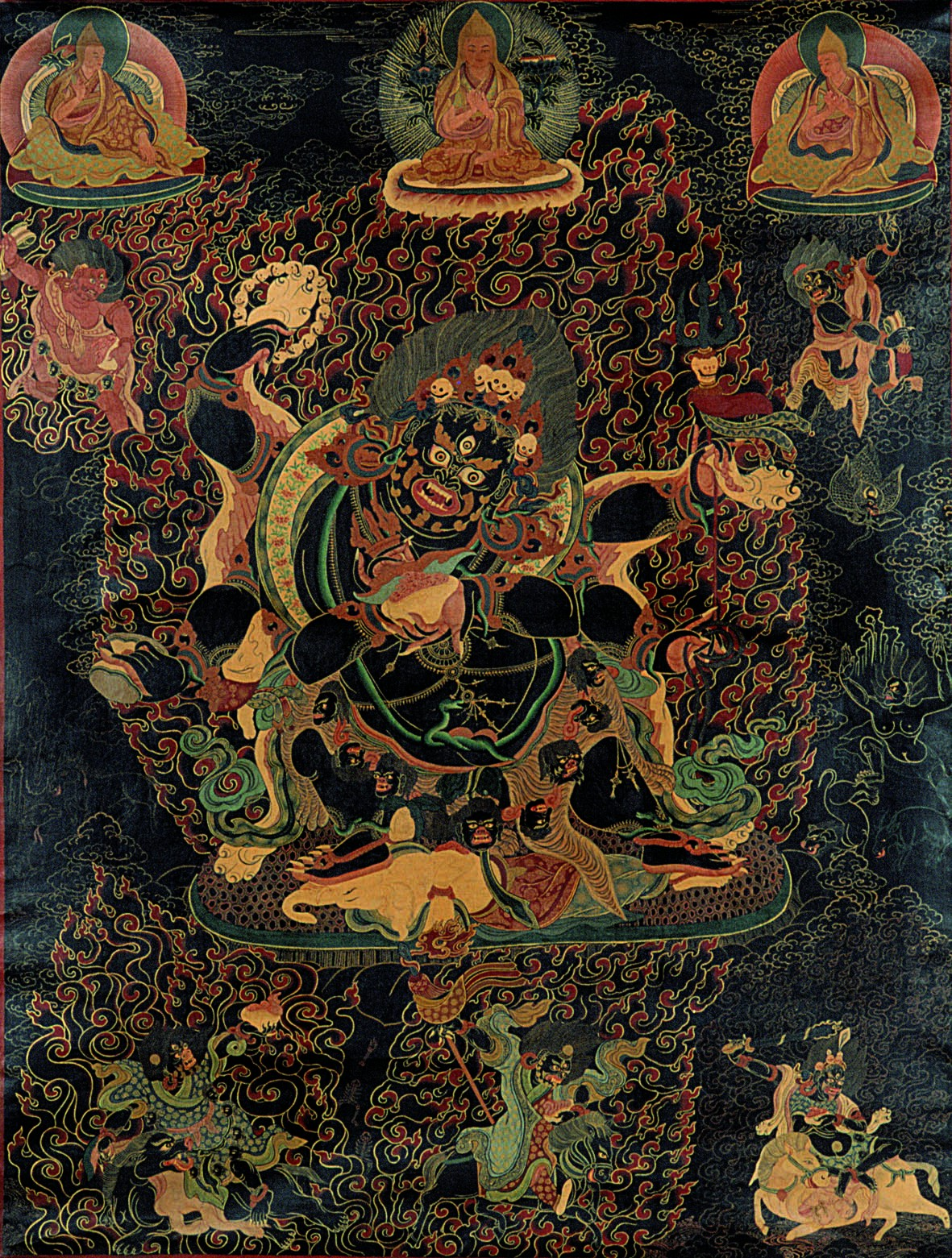
Mahakala de 6 braços
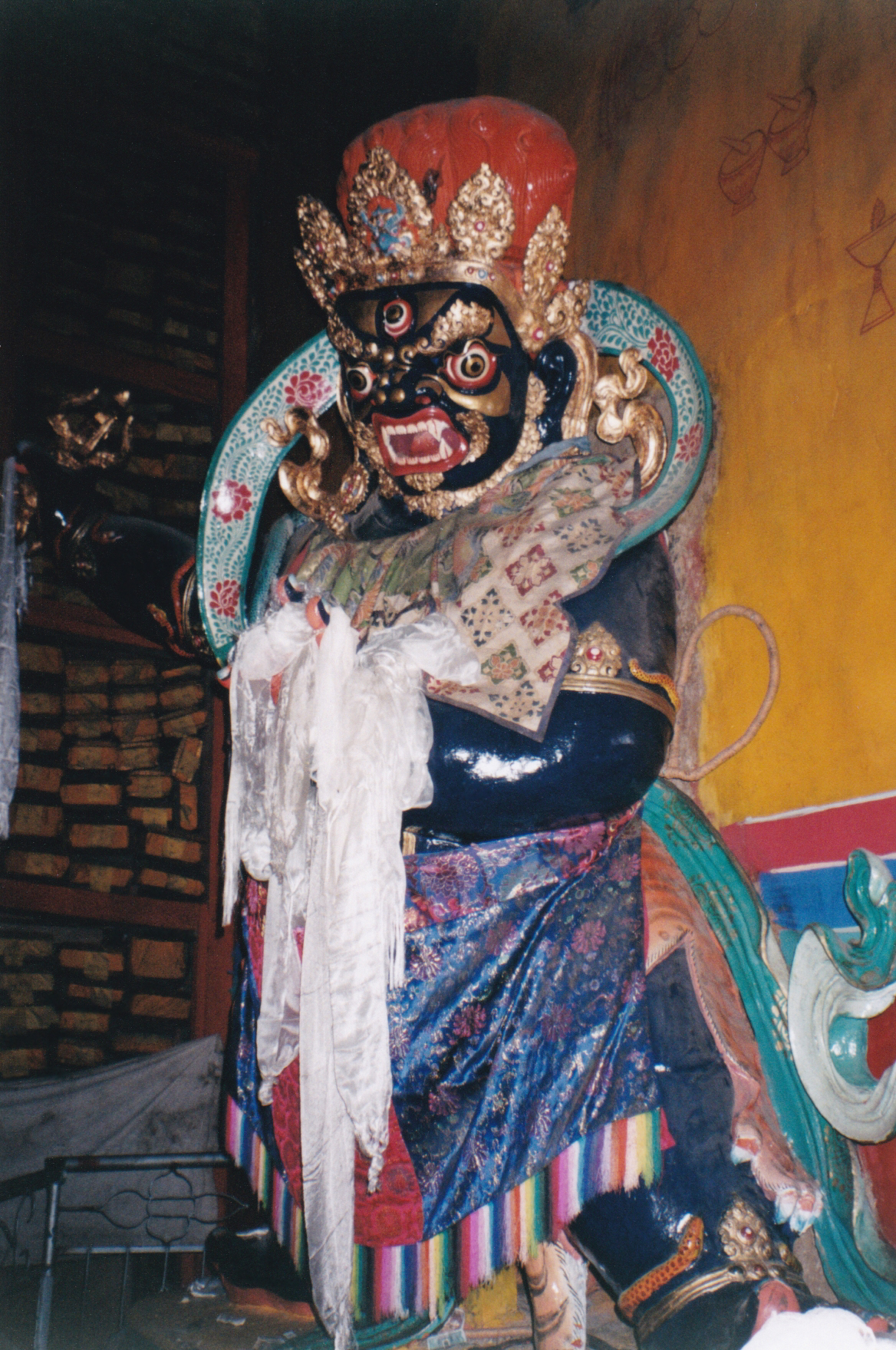
Estátua pintada de Mahakala
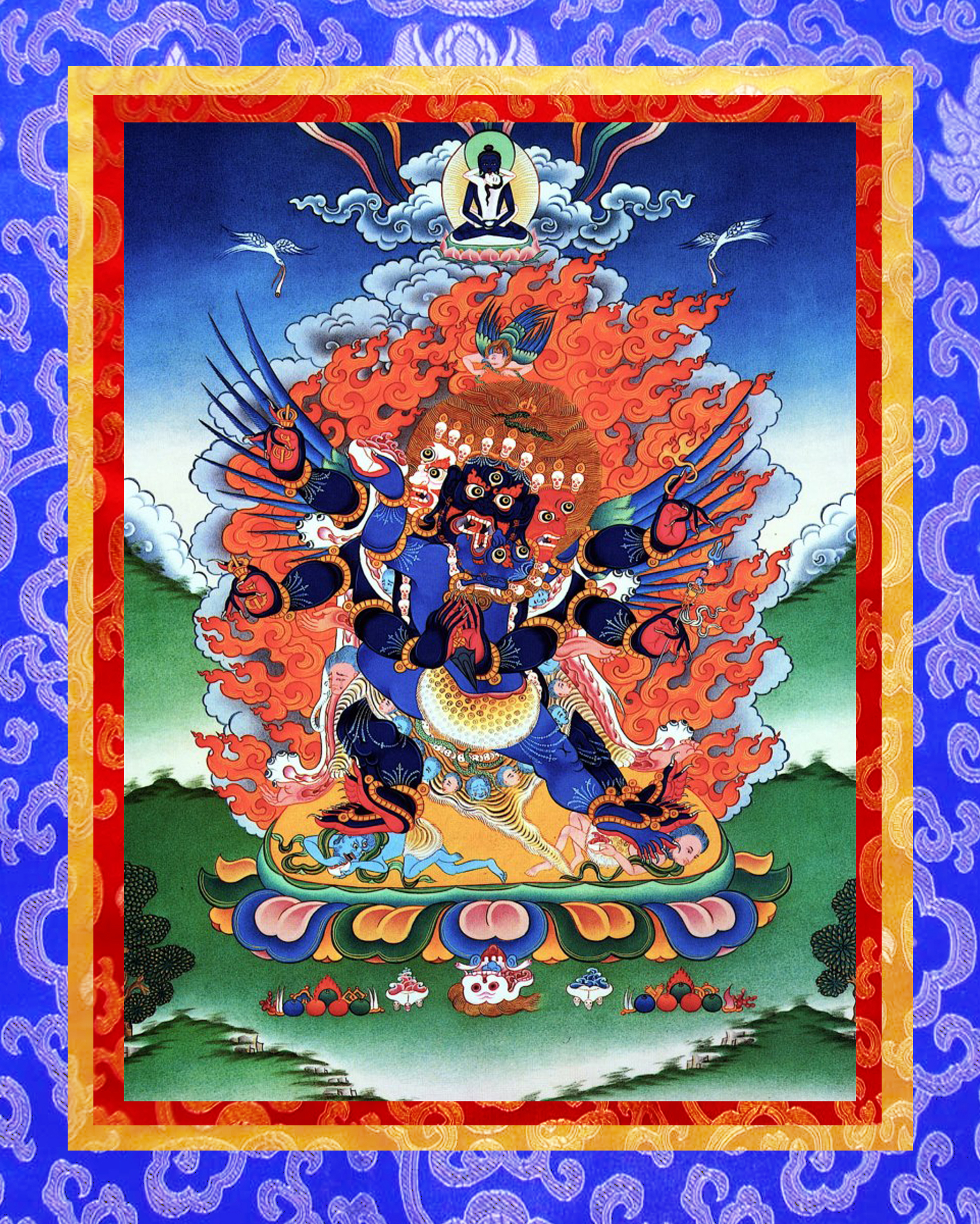
Vajrakilaya
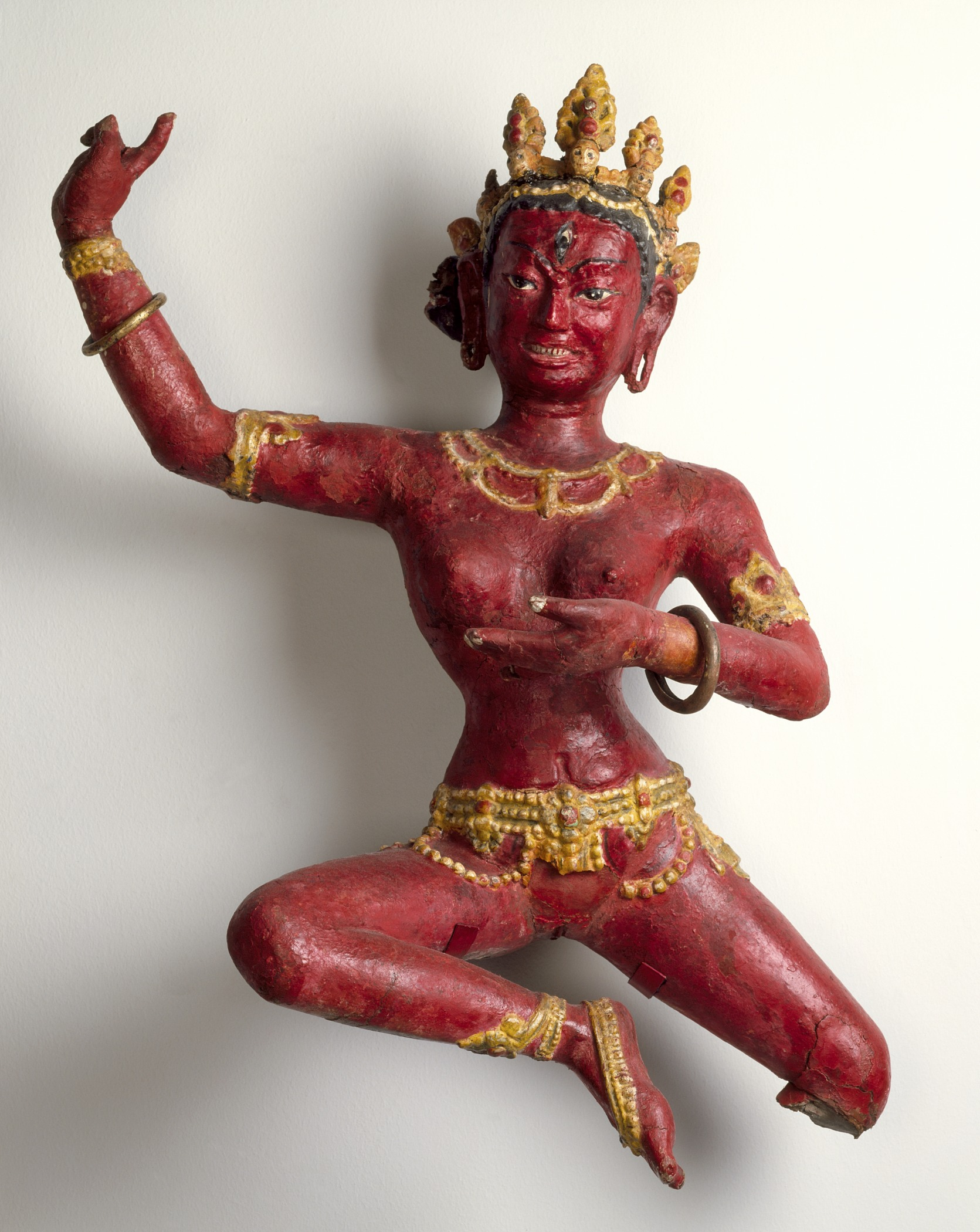
Vajravarahi dançando (Dorje Pagmo)
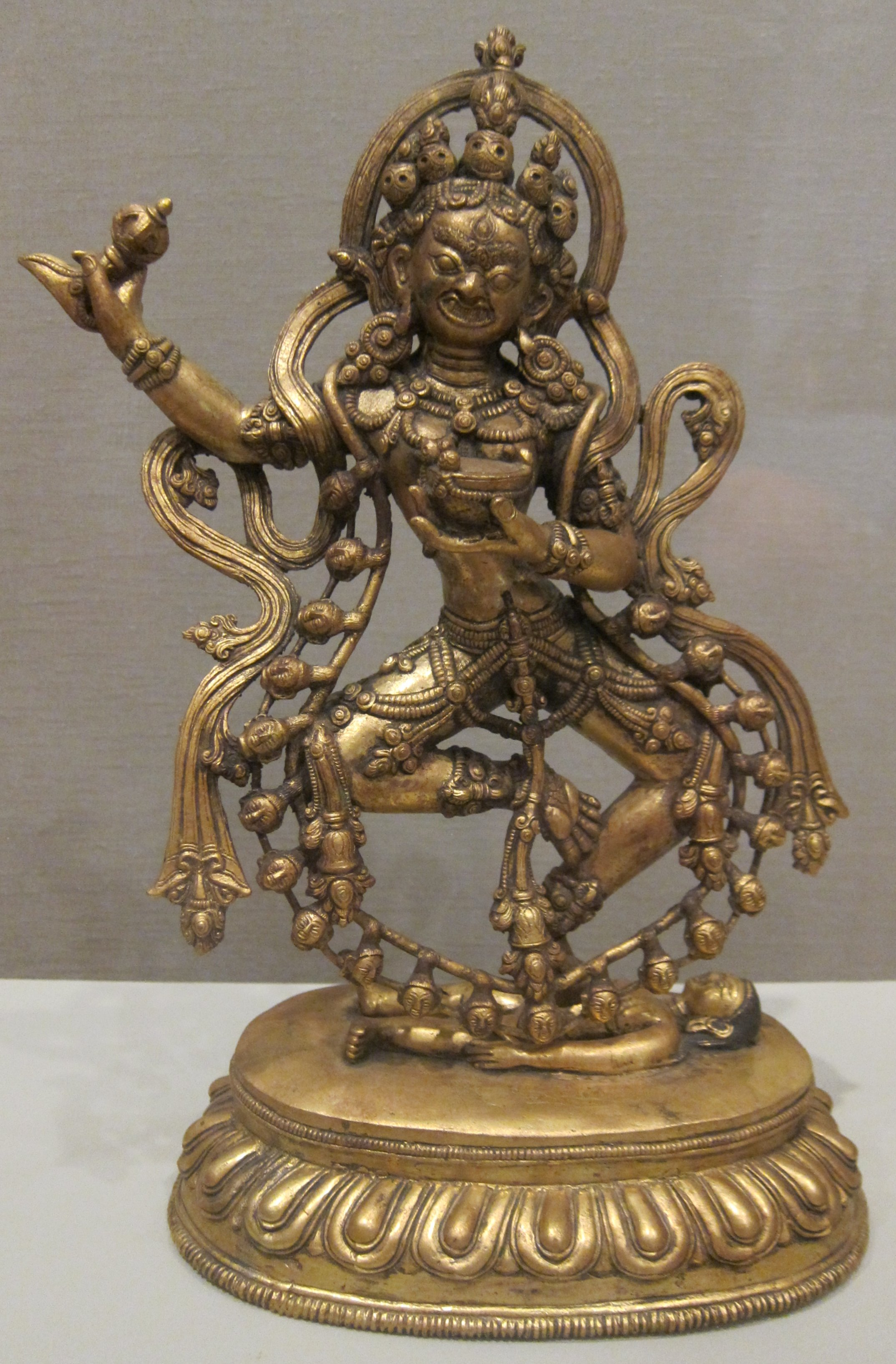
Vajrayogini
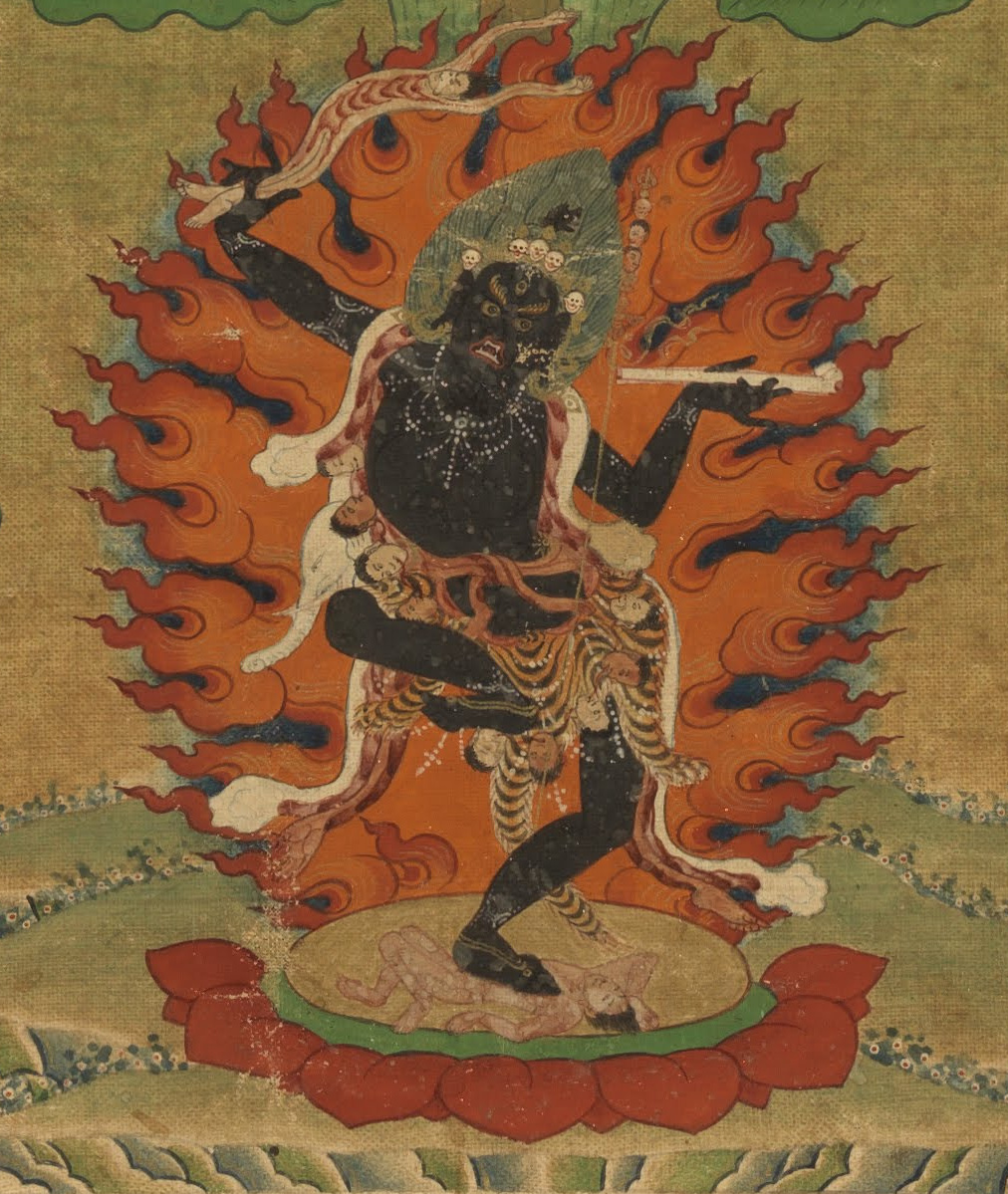
Troma Nagmo
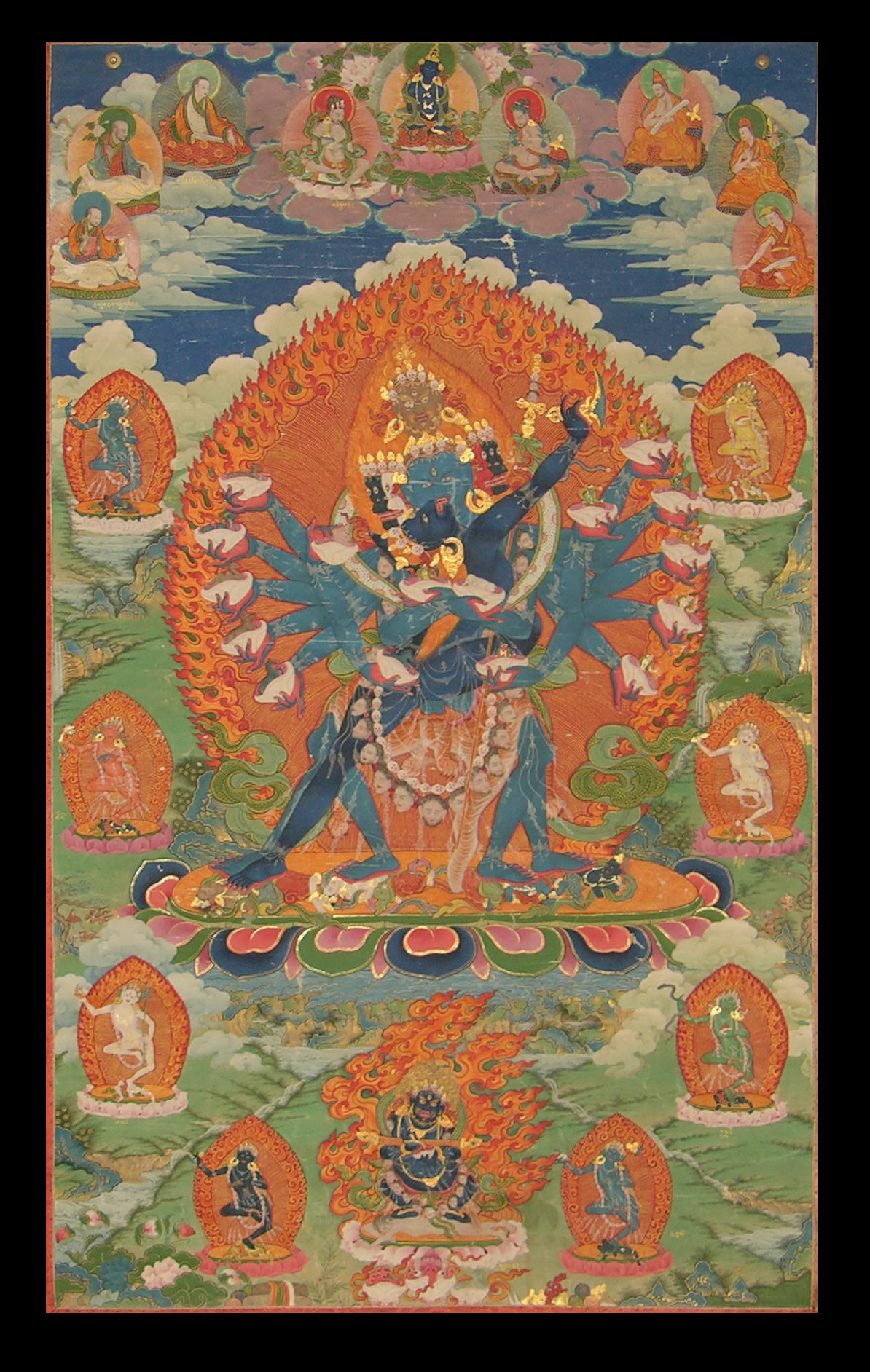
Hevajra
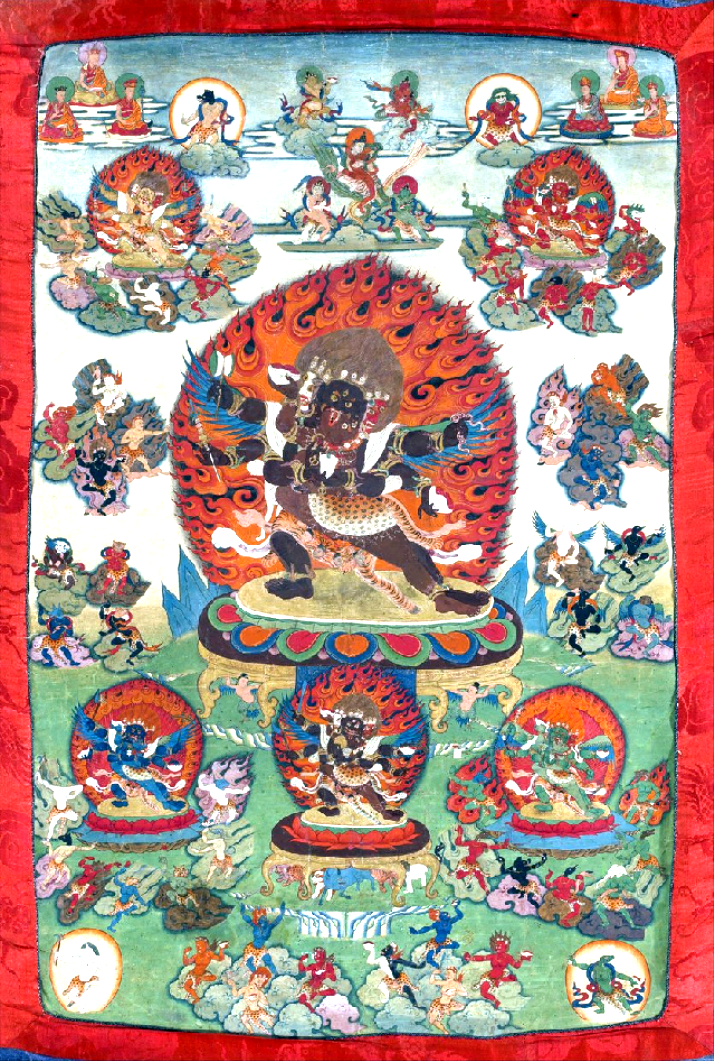
Os Herukas do Guhyagarbha Tantra
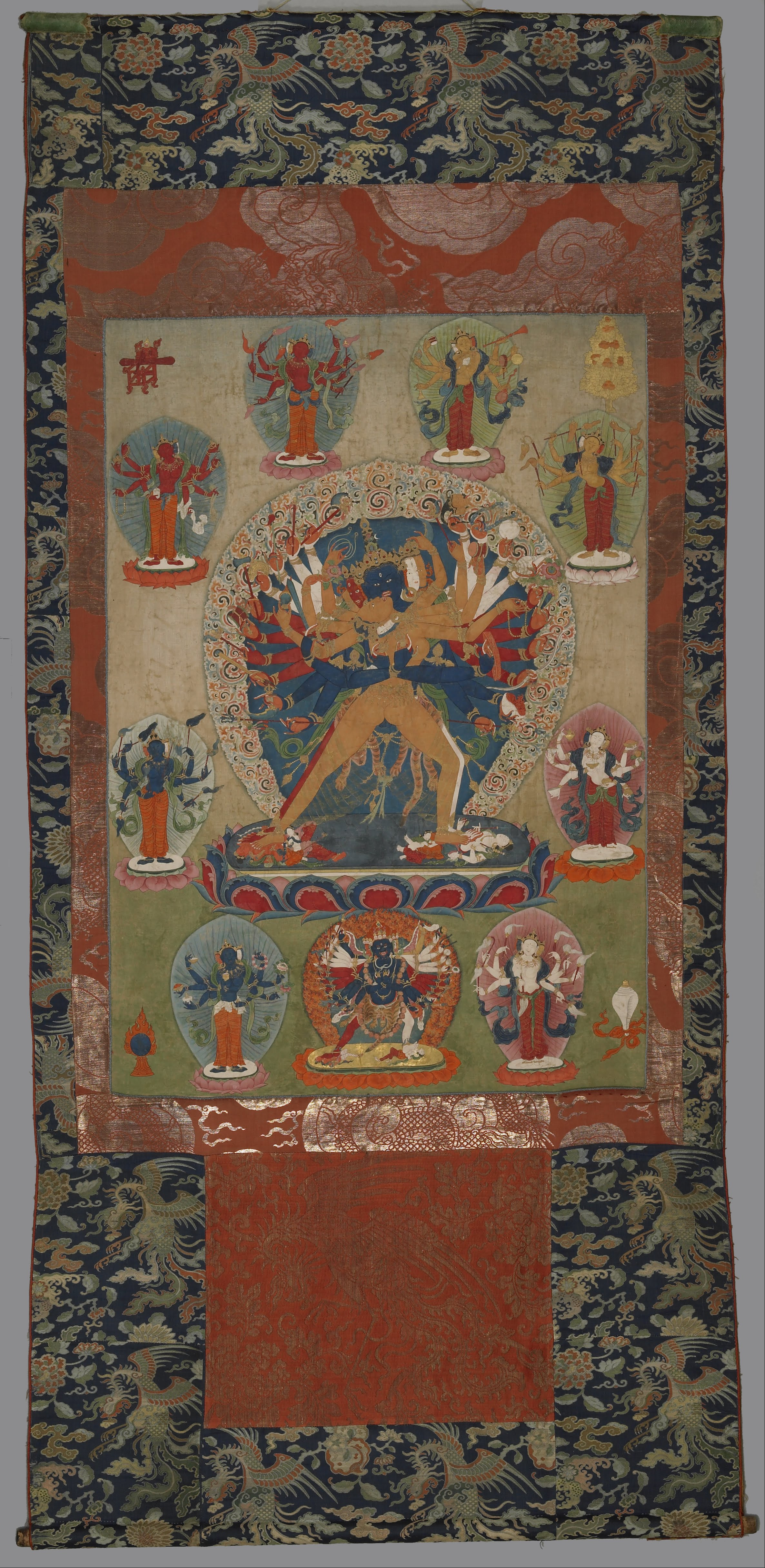
Kalachakra e a Assembleia do Núcleo
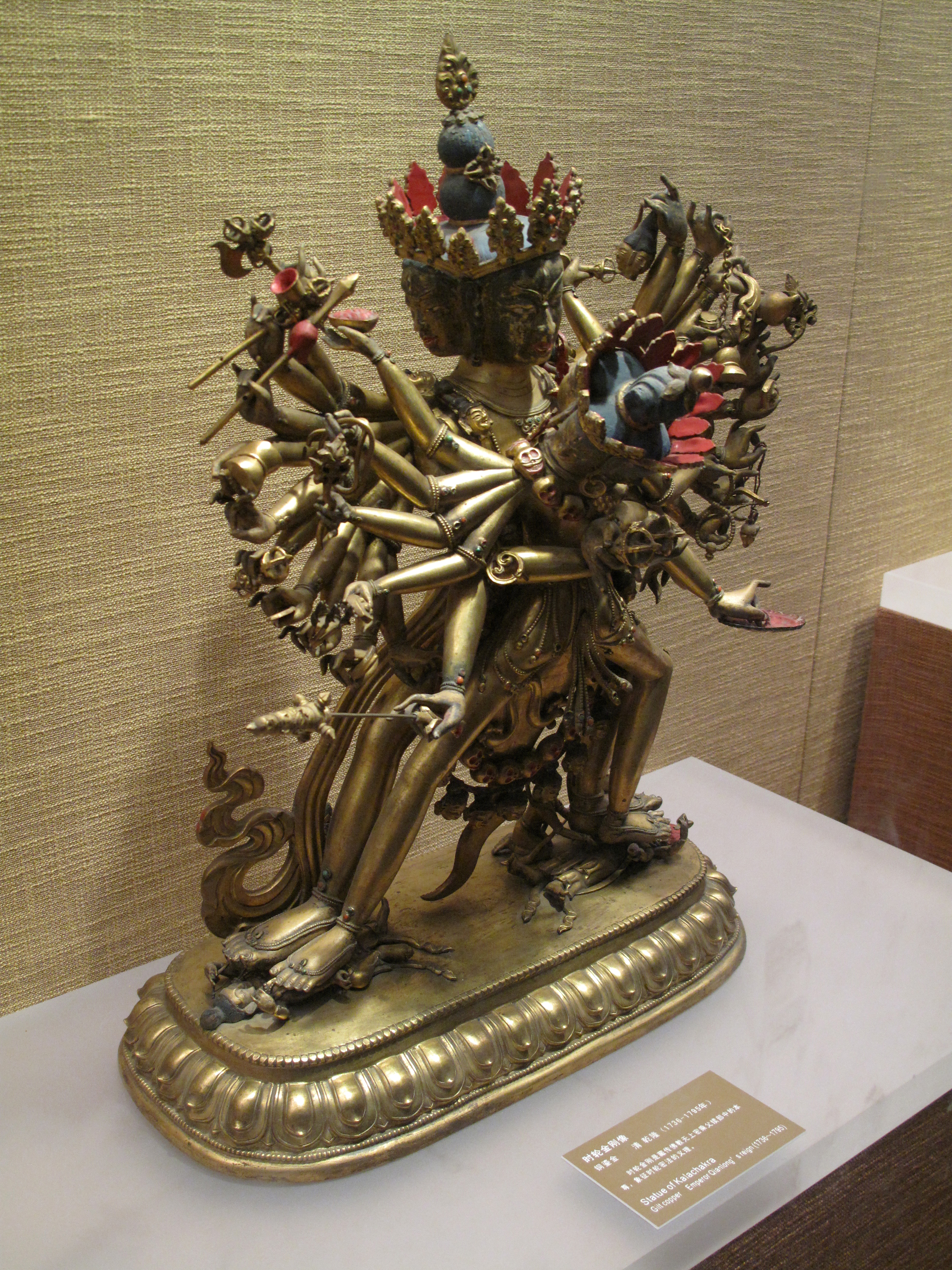
Estátua de Kalachakra
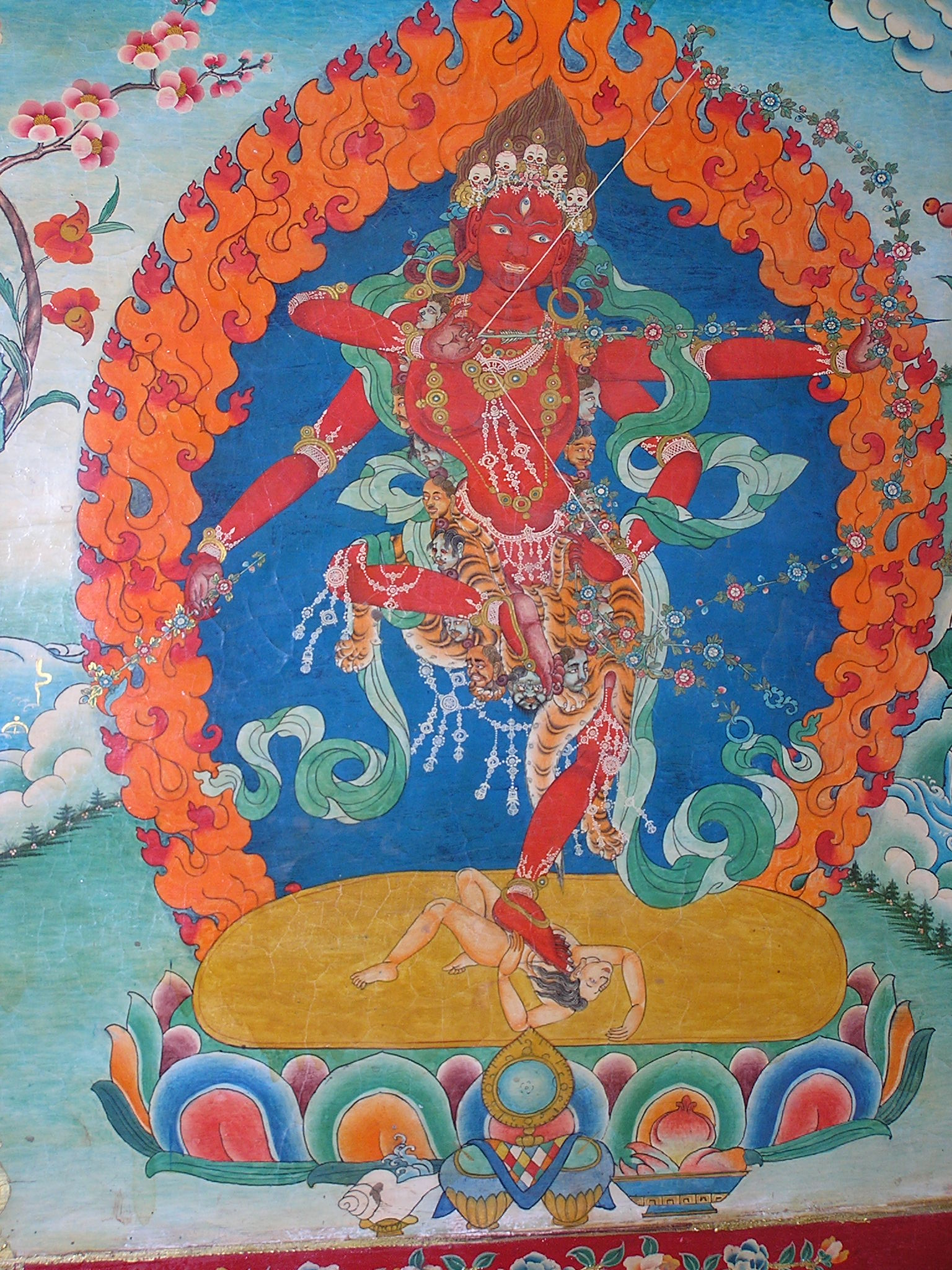
Kurukullā
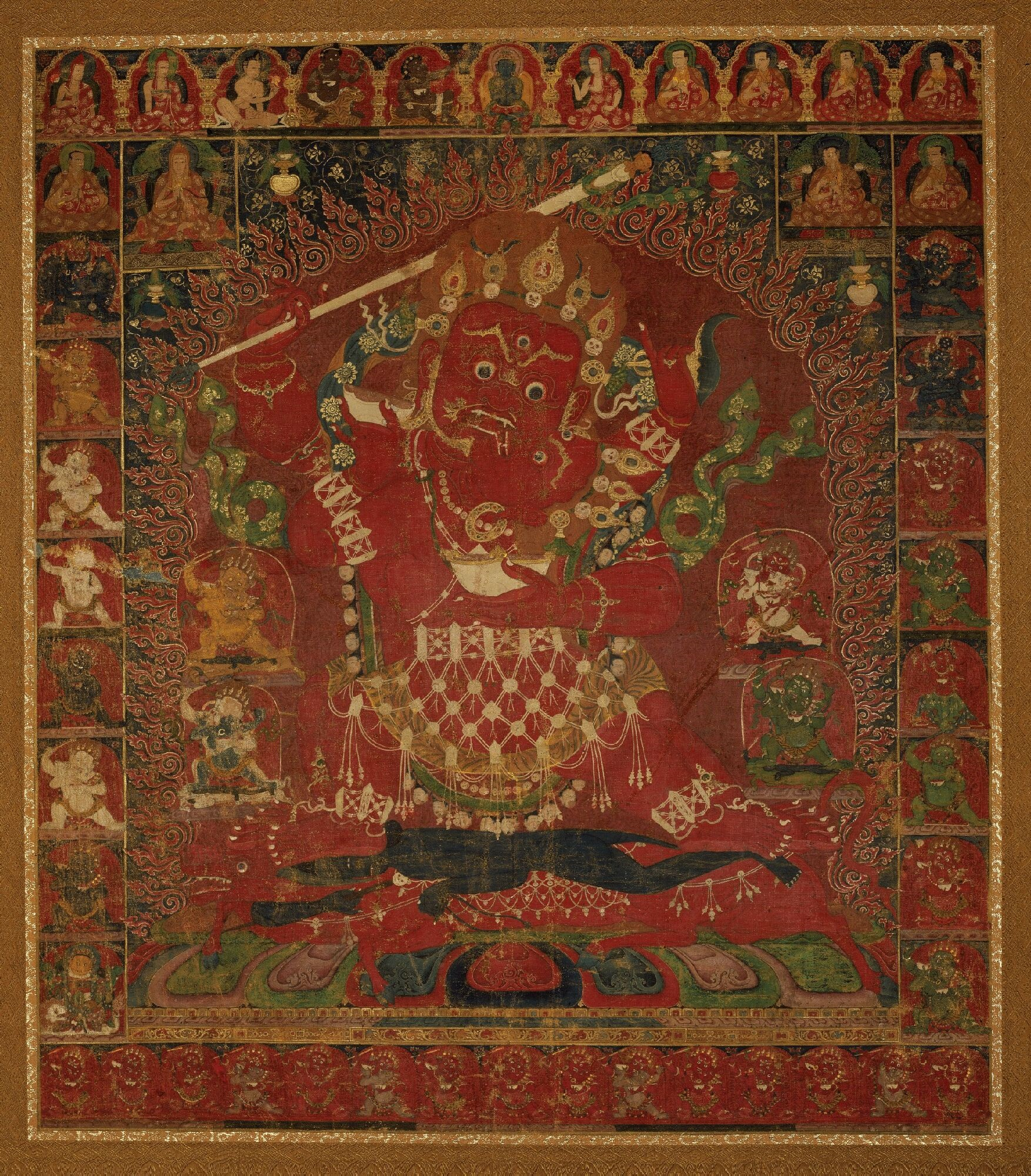
Rakta Yamari

### Reis da Sabedoria
No budismo asiático, os Reis da Sabedoria (sânscrito vidyarāja) são vistos como manifestações divinas dos Budas, que atuam como protetores, mensageiros e defensores do Darma budista. No Vajrayana do Leste Asiático e no budismo esotérico chinês, os cinco reis da sabedoria são manifestações dos Cinco Tathagatas. 

#### Galeria

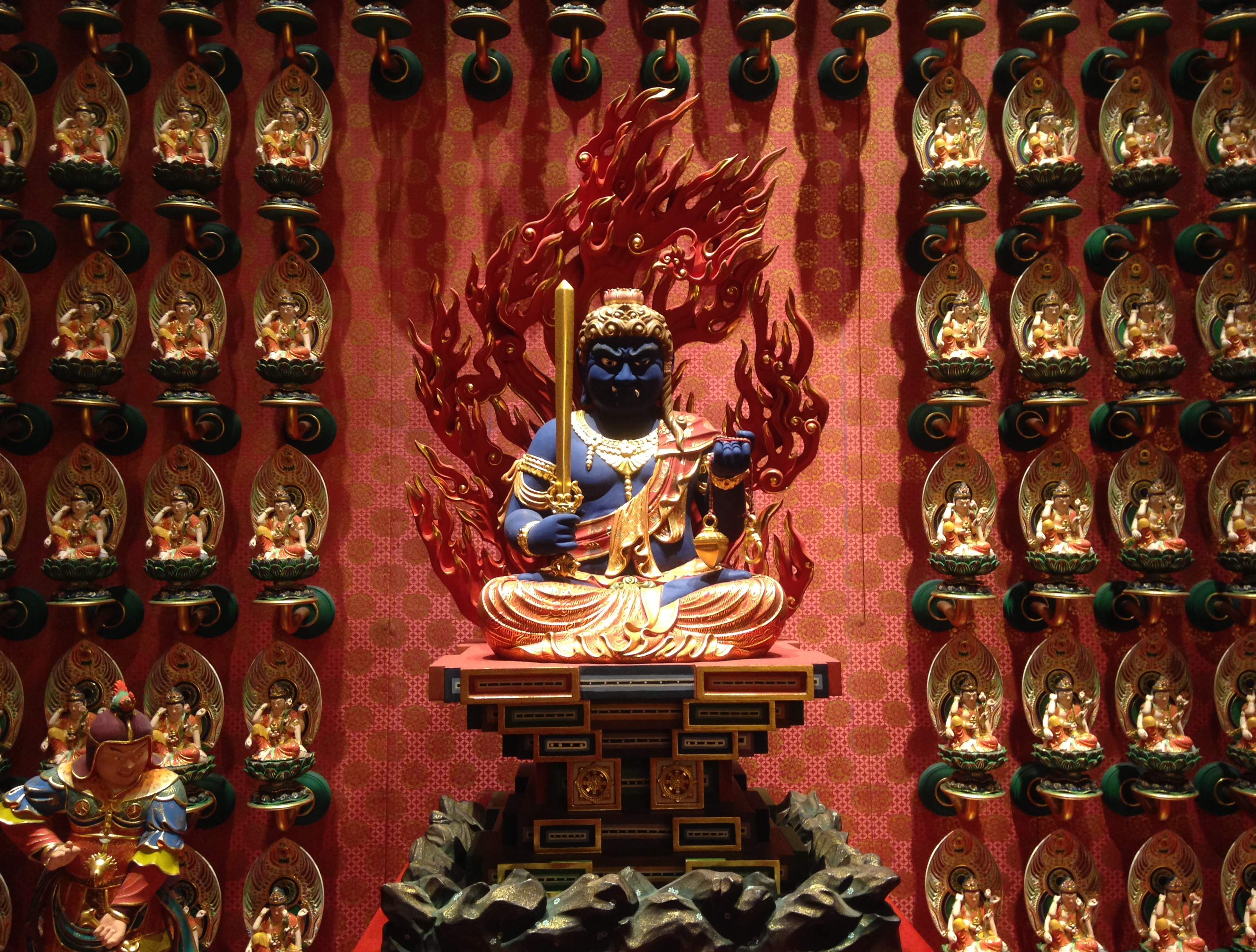
Acala, "O Imóvel"—manifestação de Buda Mahavairocana
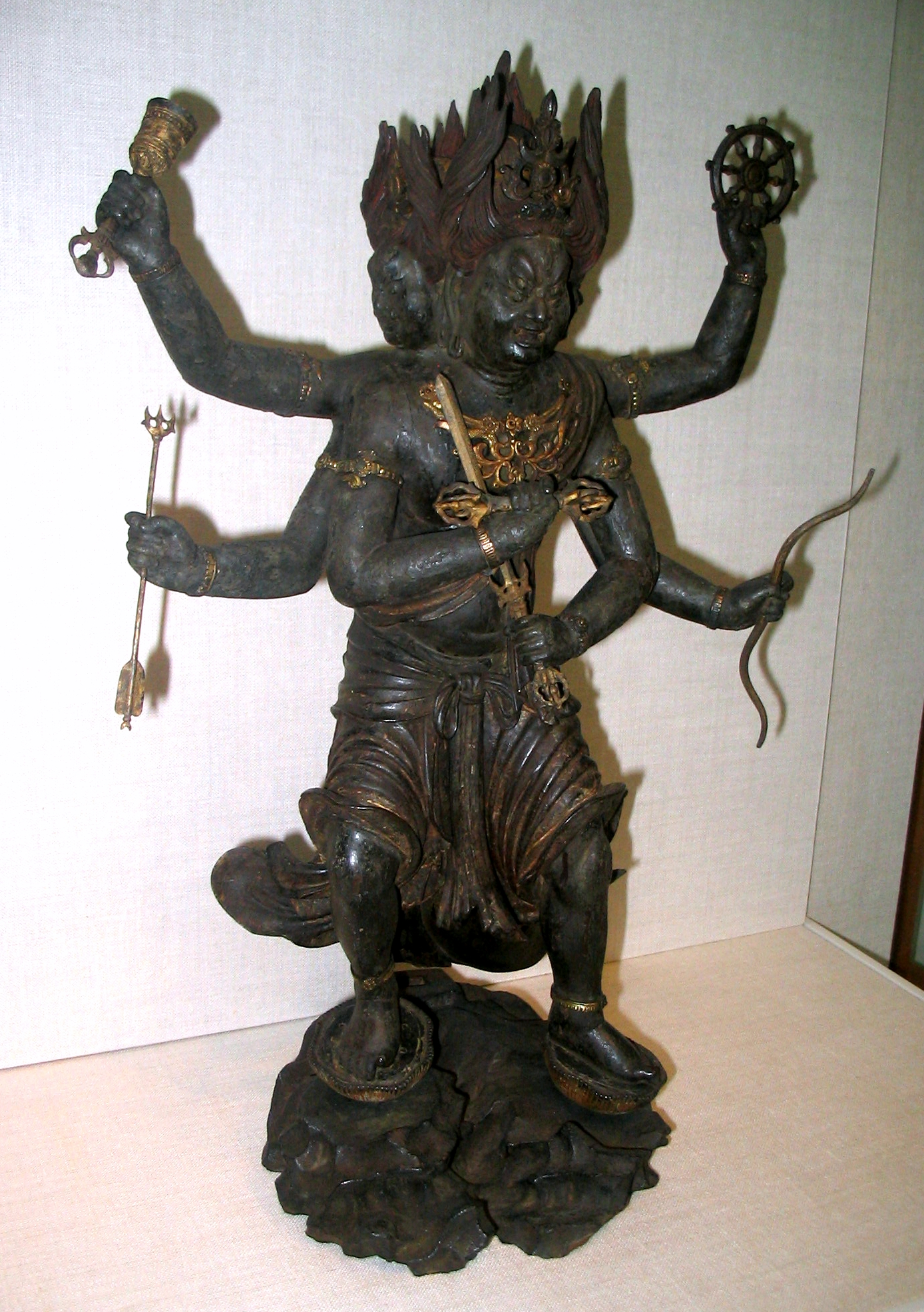
Vajrayaksa, "O Devorador de Demônios"—manifestação de Buda Amoghasiddhi
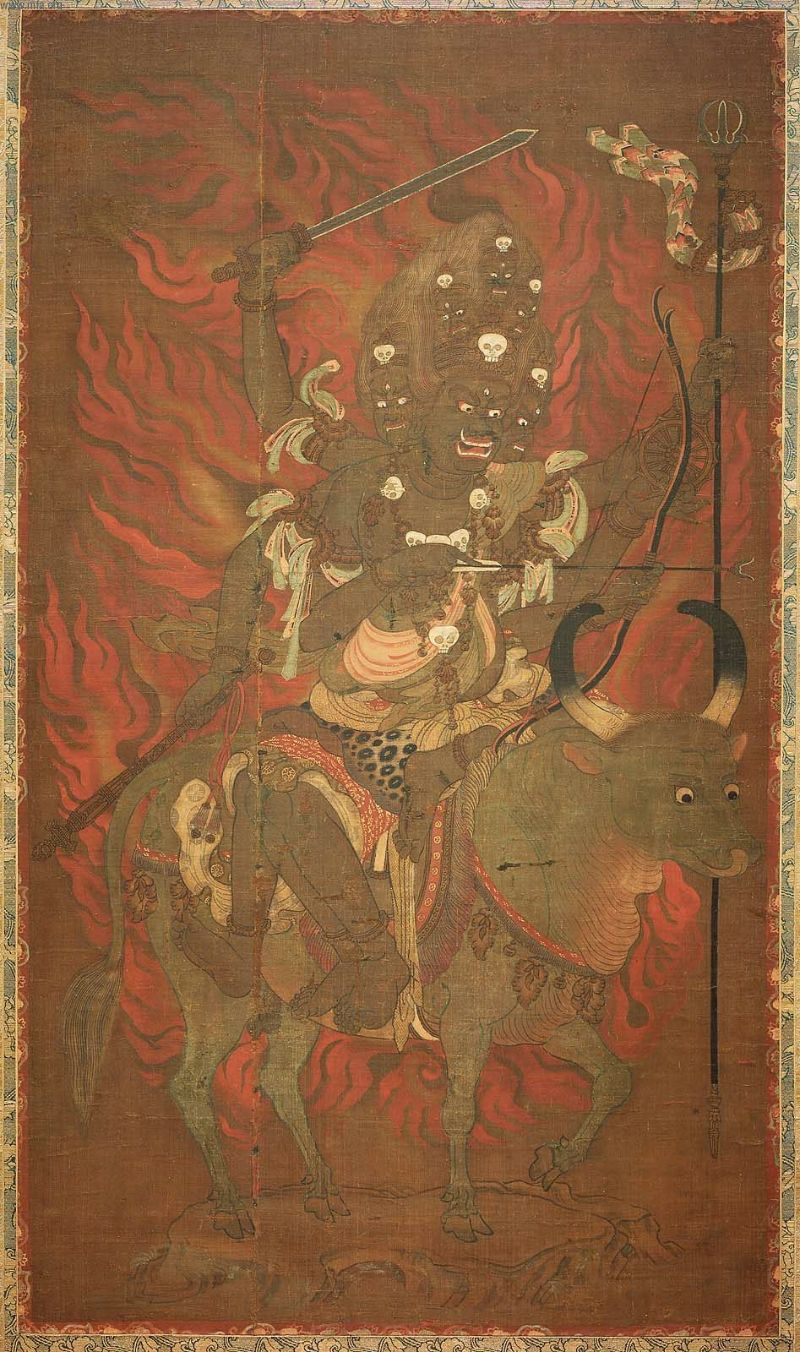
Vajrabhairava, "O Derrotador da Morte"—manifestação de Buda Amitābha
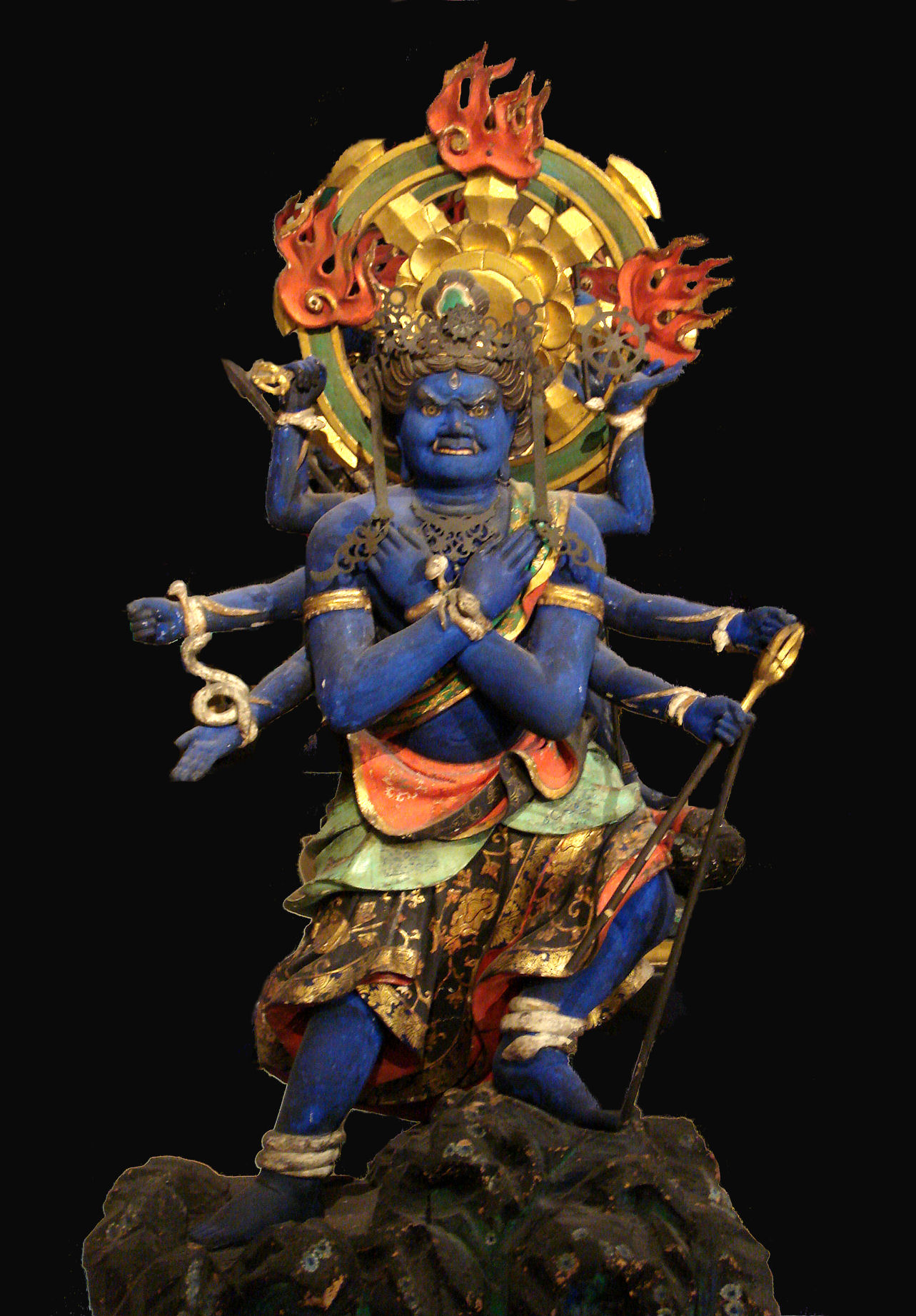
O Rei da Sabedoria Kundali, "O Distribuidor do Néctar Celestial"—manifestação de Buda Ratnasambhava
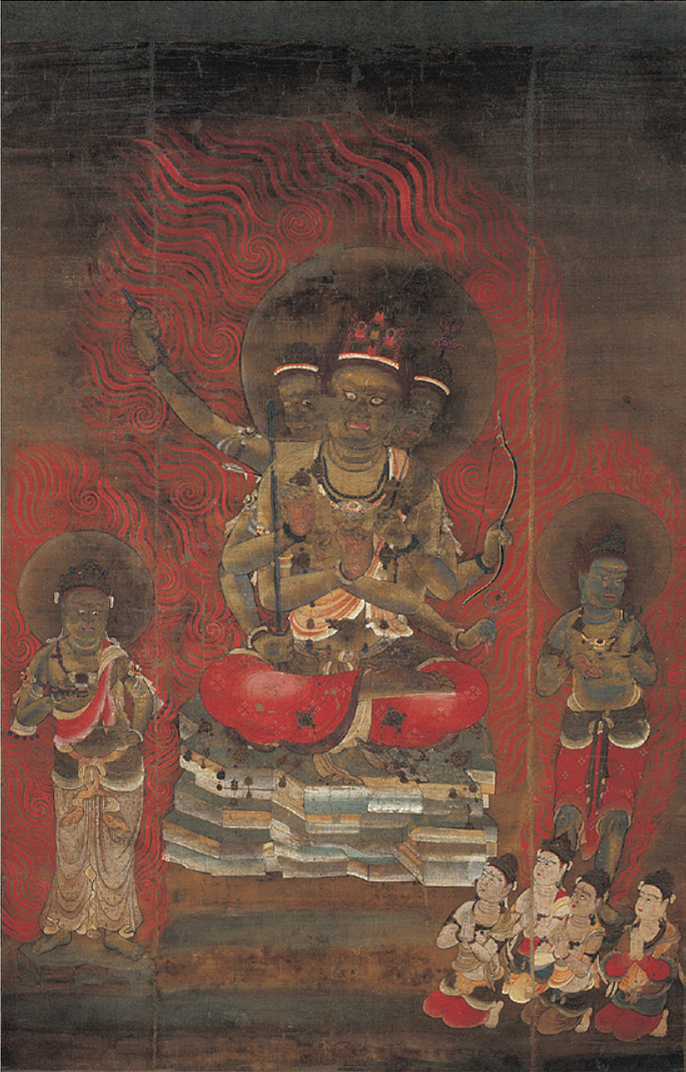
Trailokyavijaya, "O Conquistador dos Três Planos"—manifestação de Buda Akshobhya

## Os Protetores
Os Protetores (sânscrito Pala) ou dharmapala (protetores do Dharma), são seres poderosos, muitas vezes Devas ou Bodhisattvas que protegem a religião budista e a comunidade contra ameaças internas e externas e os obstáculos à sua prática. Um Dharmapala também pode ser um Garuda, Nāga, Yaksha, Gandharva ou Asura. Outras categorias de Protetores incluem os Lokapālas ou "Quatro Reis Celestiais" e Kṣetrapālas ou "Protetores da Região". 

### Oito Darmapalas
Um agrupamento tibetano comum de Darmapala é 'Os Oito Dharmapalas' ( em tibetano: དྲག་གཤེད; Wylie: drag gshed), que são entendidos como os defensores do budismo. Eles são seres sobrenaturais com o grau de bodhisattva que "deveriam fazer guerra sem nenhuma piedade contra os demônios e inimigos do budismo". Os Oito Dharmapala são:
- Iama, o deus da morte
- Maacala, o Grande Negro
- Yamantaka, o conquistador da morte
- Vaisravana ou Cubera, o deus da riqueza
- Hayagriva, Aquela que tem pescoço de cavalo
- Palden Lhamo, protetora feminina do Tibete
- Brama branco ou Tshangs pa
- Begtse, um deus da guerra da Mongólia.

### Galeria

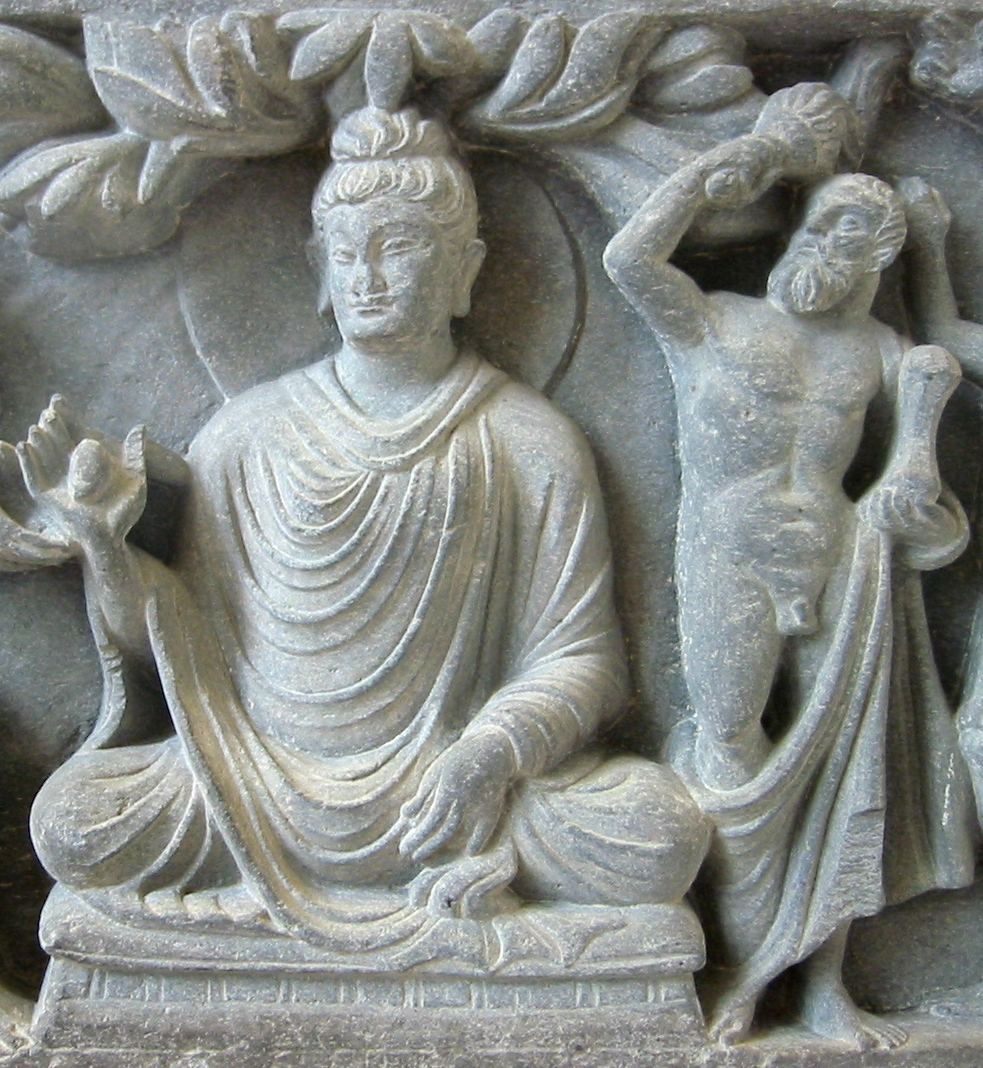
Vajrapani greco-budista - Héracles
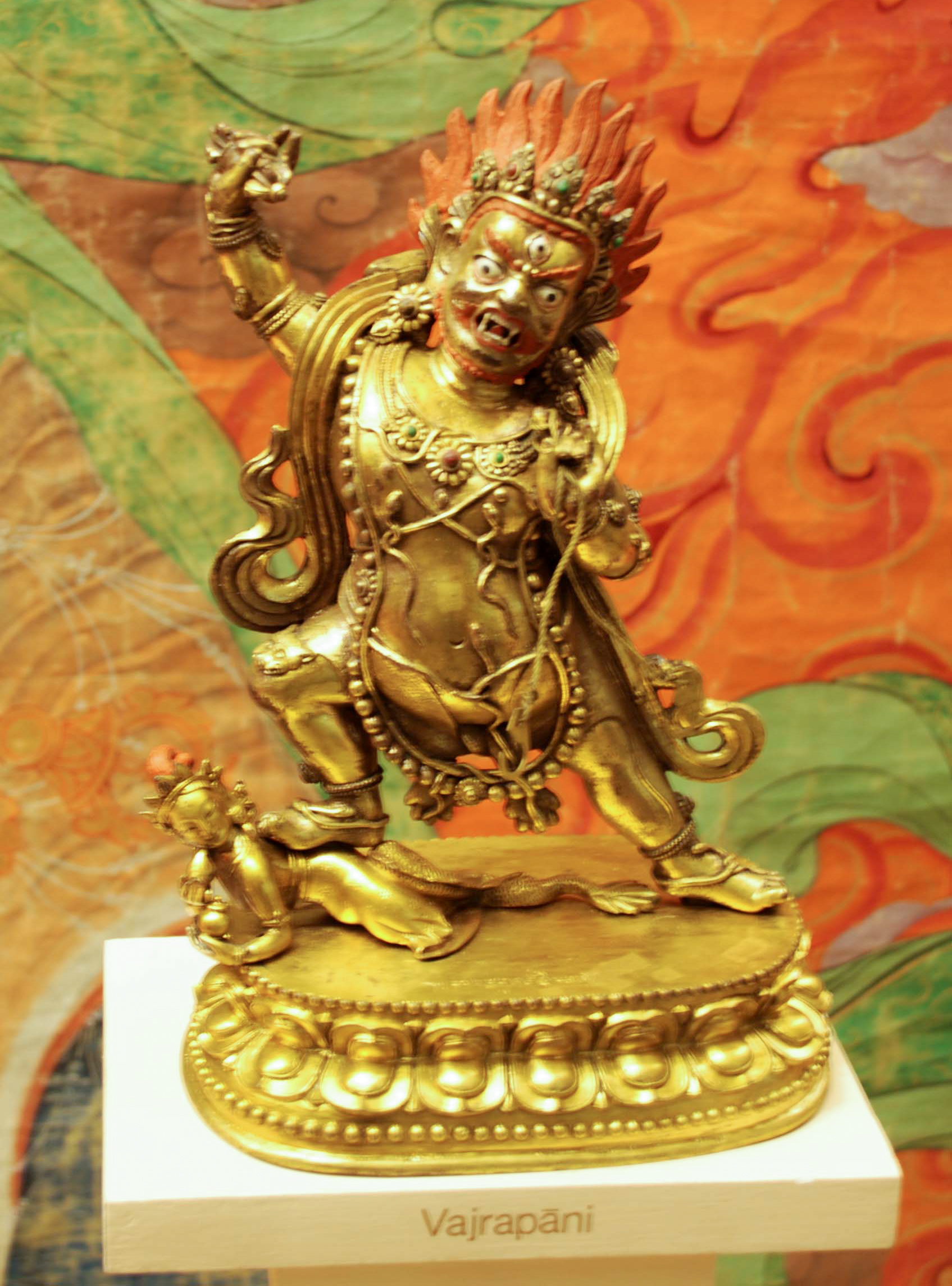
Vajrapani
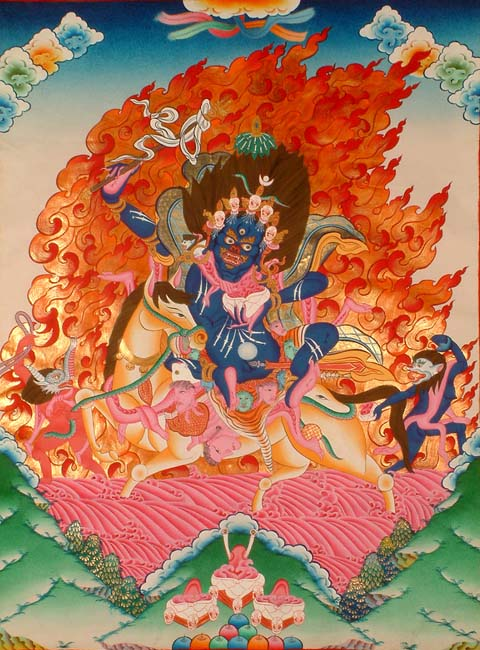
Palden Lhamo
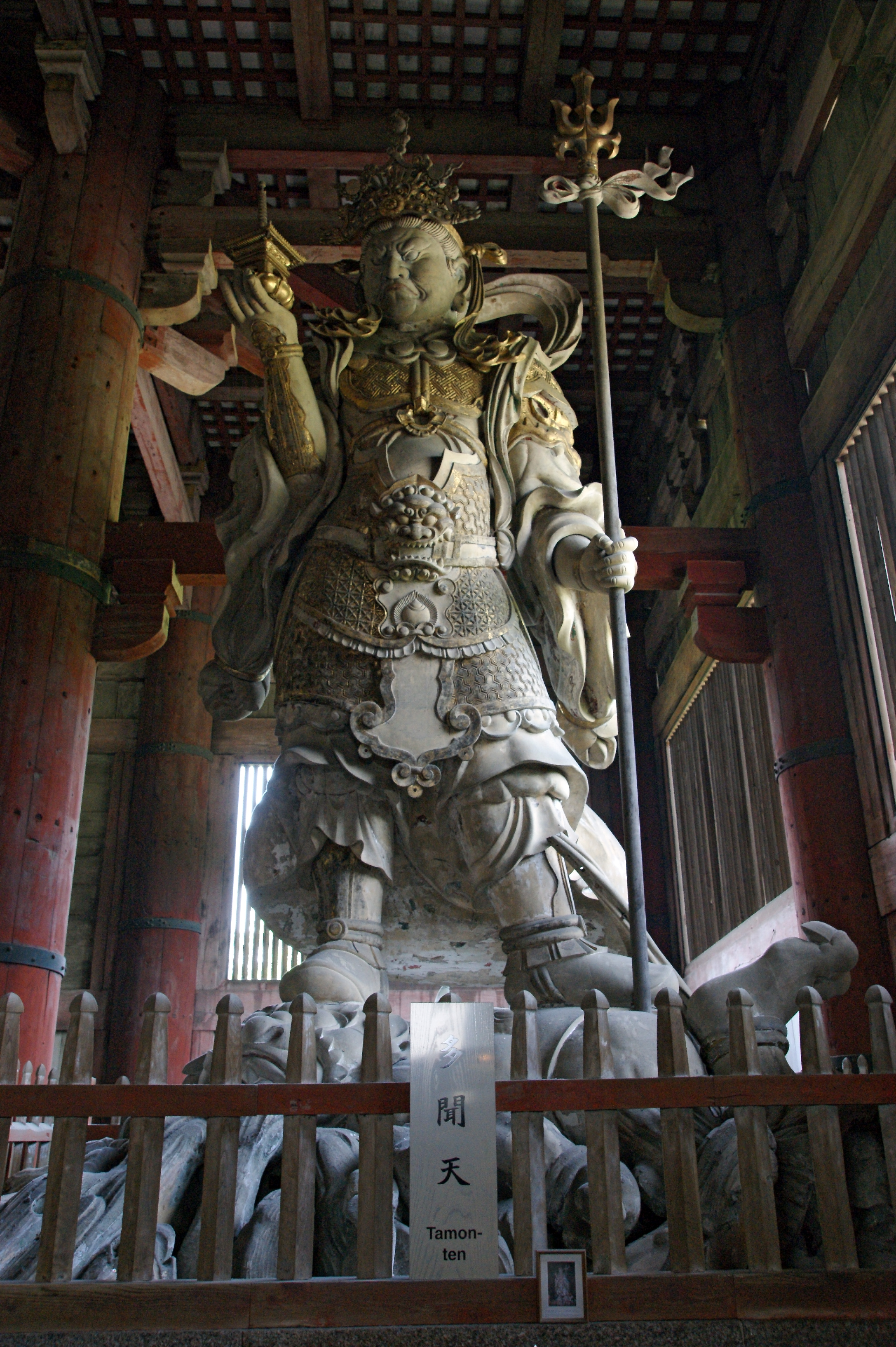
Vaiśravaṇa japonês (Bishamonten), um dos quatro reis celestiais, em Todaiji
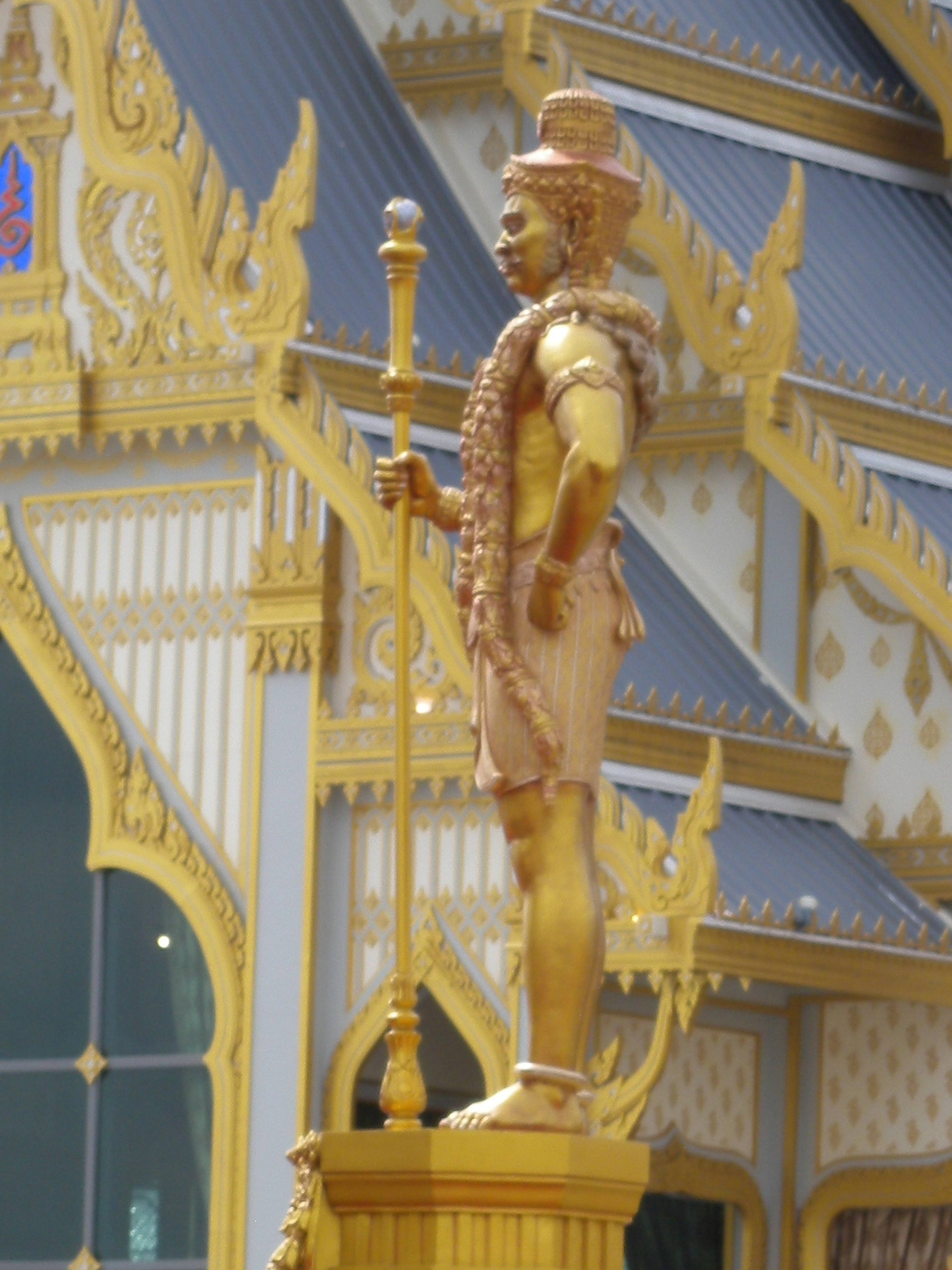
Uma representação tailandesa de Vaiśravaṇa (Vessavana).
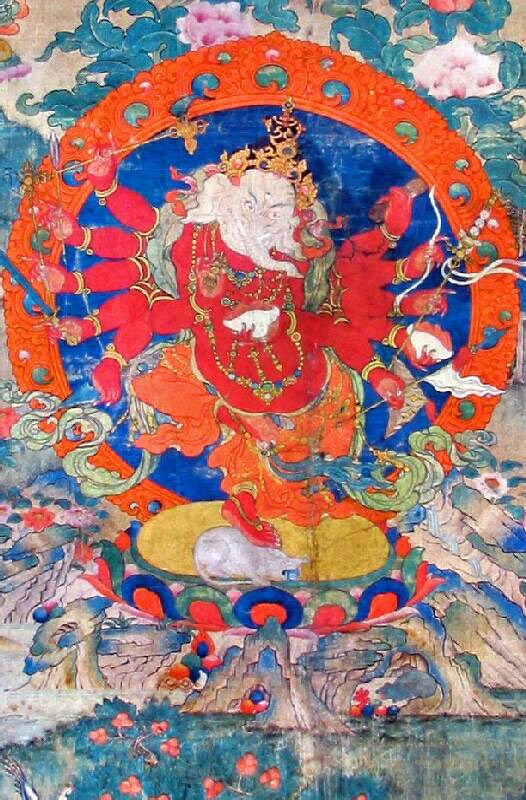
Ganapati
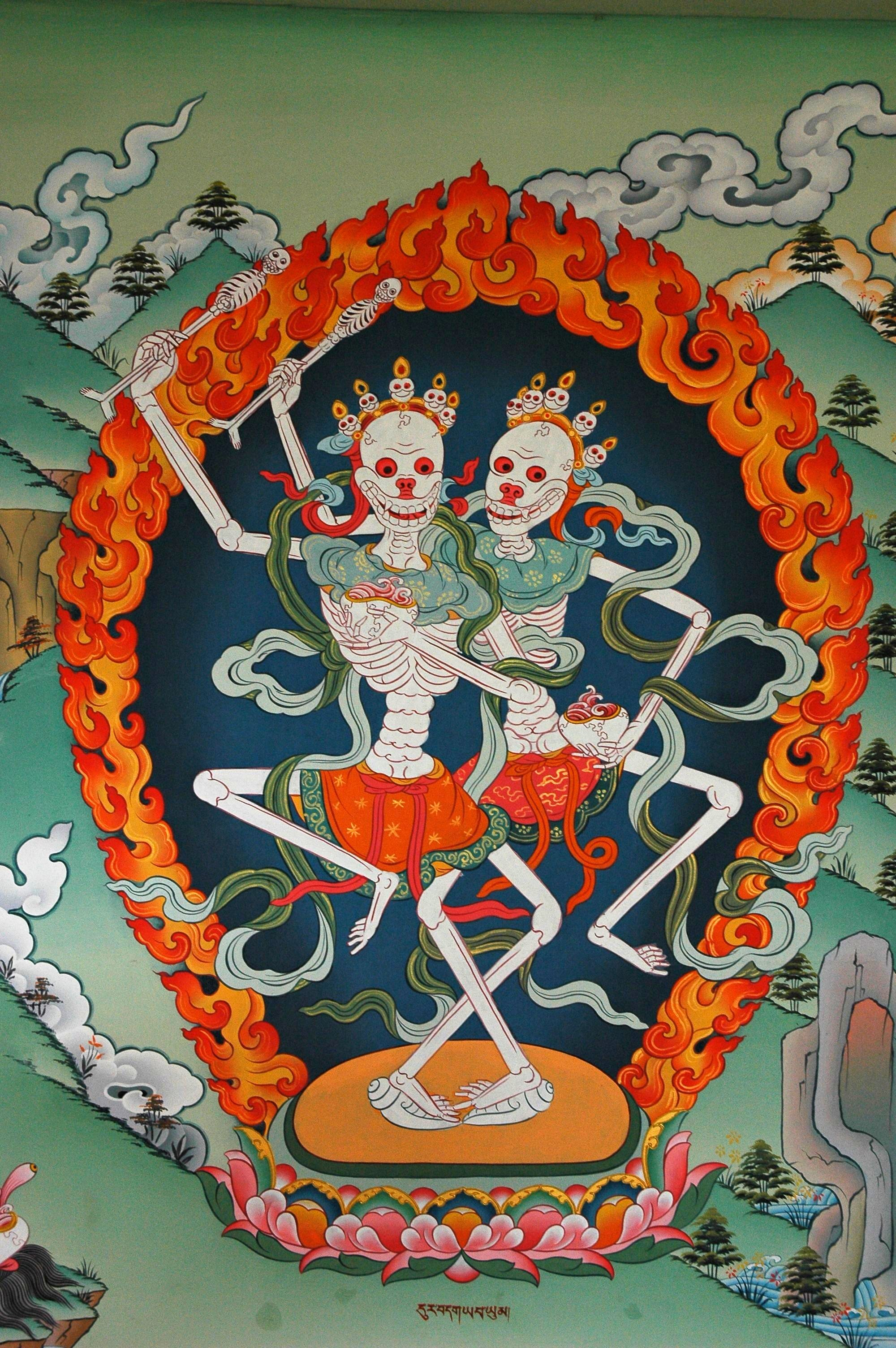
Citipati
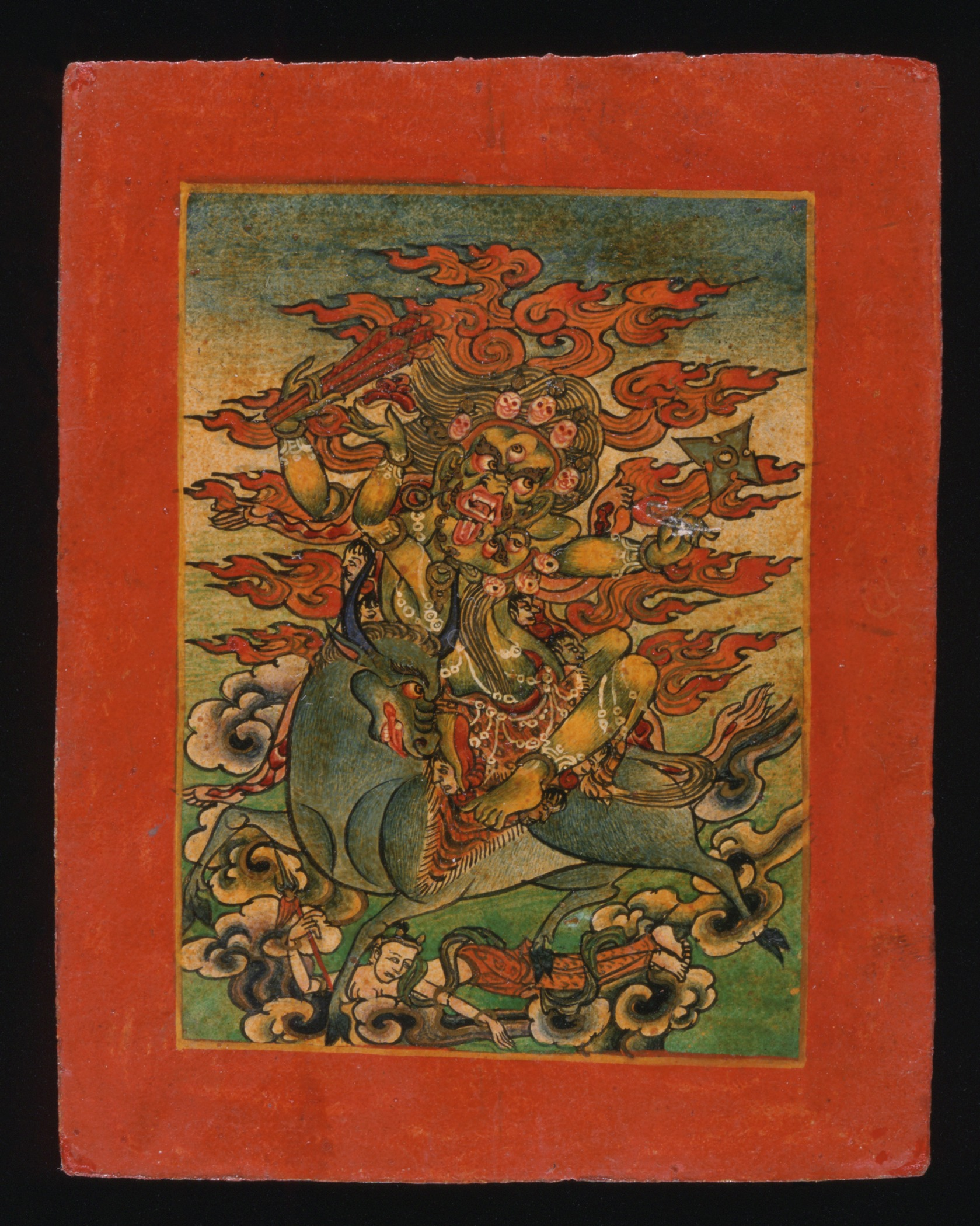
Yama, senhor da morte
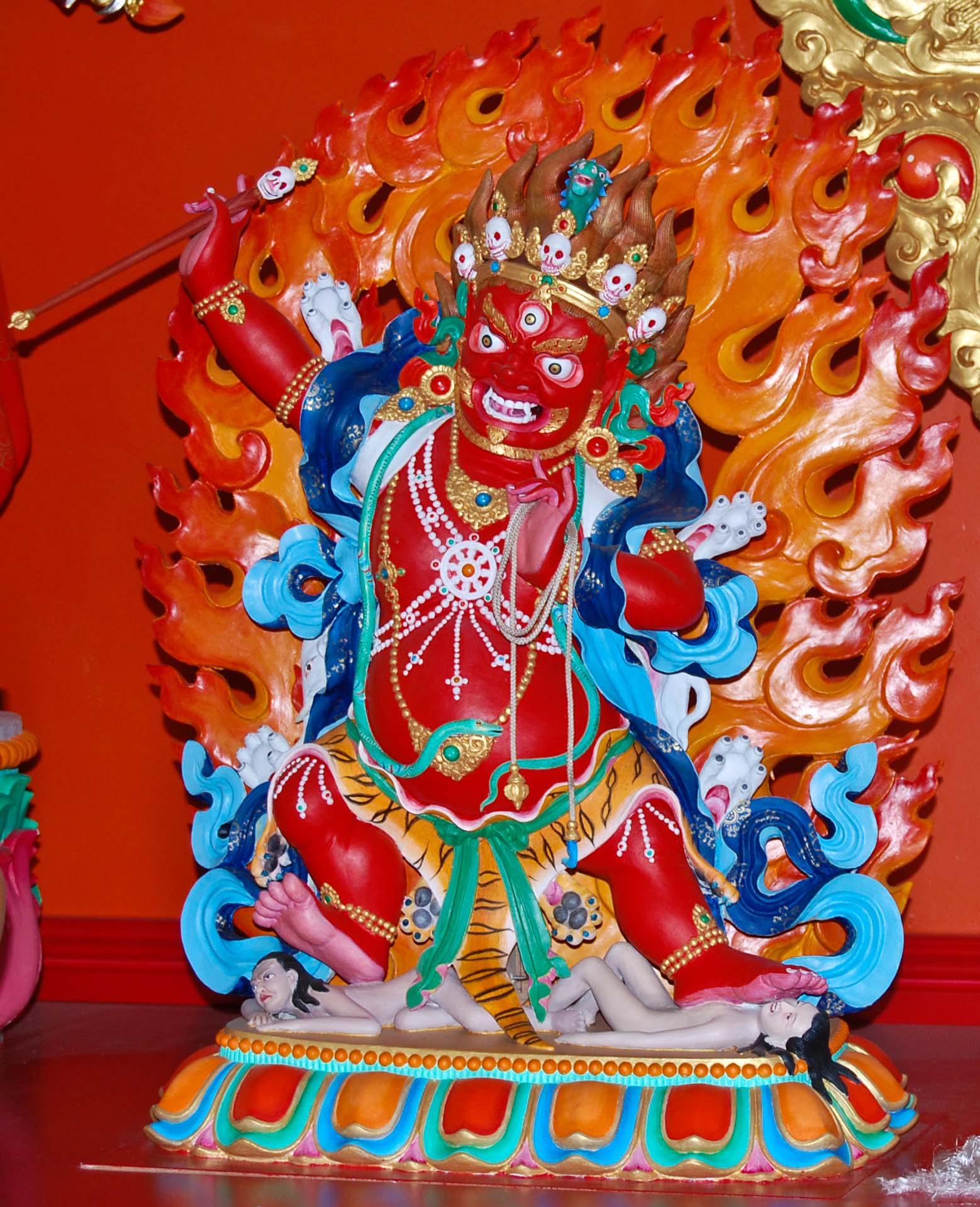
Hayagriva, o "pescoço de cavalo"
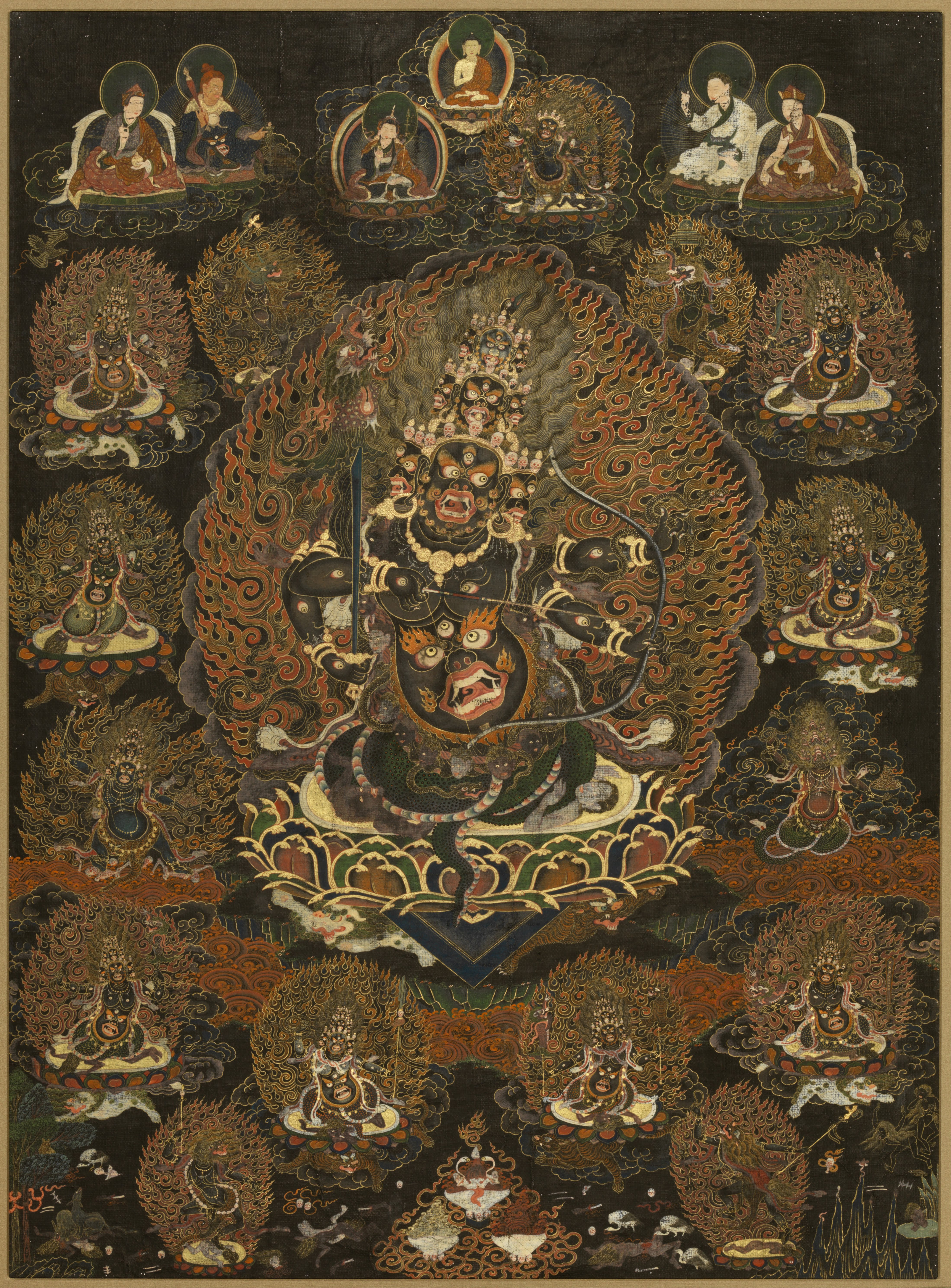
Rahula, um protetor juramentado de Dzogchen
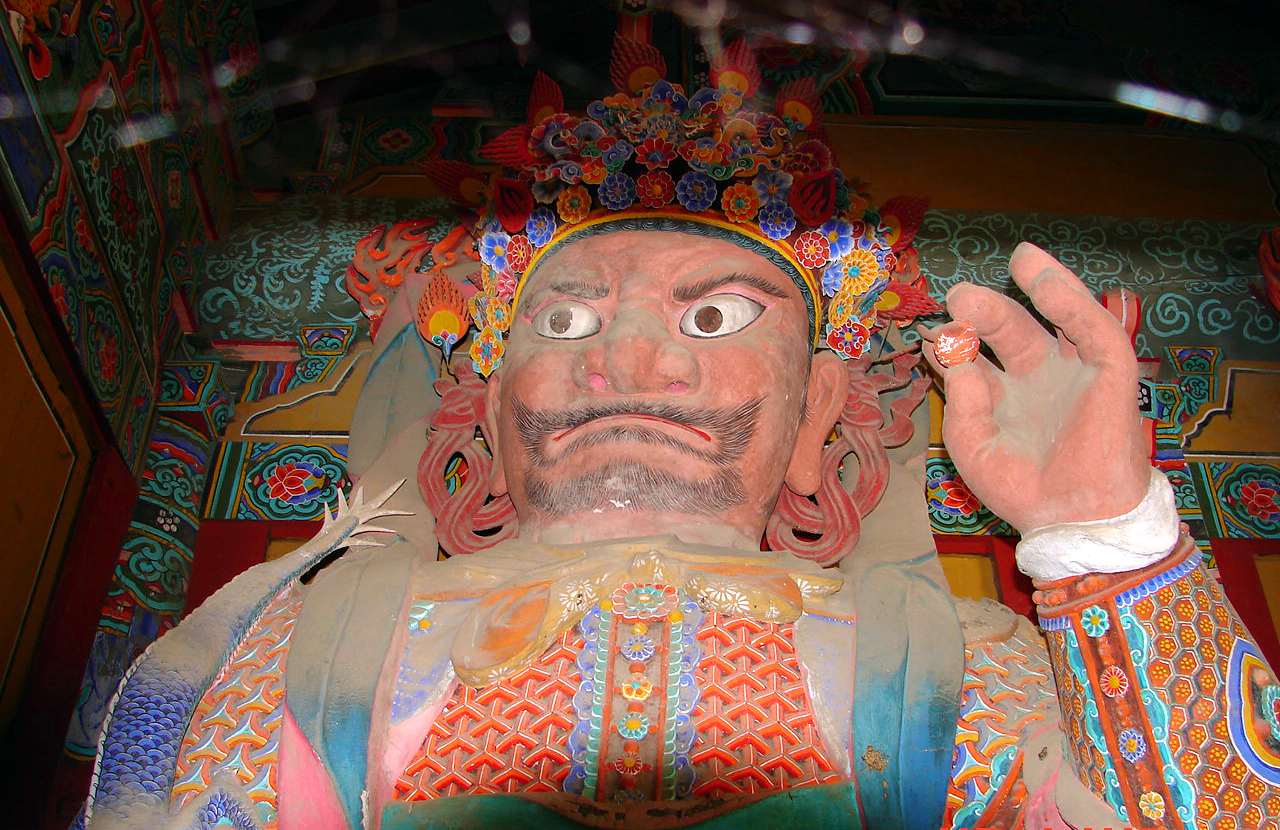
Virūpāksa - rei do oeste, um dos quatro reis celestes de Wolijeongsa, Coréia